# Argentina en los Juegos Panamericanos de 2011
Argentina compitió en los Juegos Panamericanos de 2011 celebrados en Guadalajara, México del 14 al 30 de octubre del 2011. Un total de 486 atletas en 37 deportes participaron en representación de Argentina. El abanderado en la ceremonia de apertura fue el ciclista Walter Pérez.
La delegación consiguió 75 medallas, de las cuales:
- 21 medallas de oro
- 19 medallas de plata
- 35 medallas de bronce

La delegación argentina, con esta cosecha, superó lo conseguido en Río 2007. La delegación mantuvo el séptimo puesto conseguido en los anteriores juegos.
Varios atletas, ganadores de medallas, consiguieron la clasificación a los Juegos Olímpicos de Londres 2012.
El remo (5-2-1) y la pelota vasca (4-0-3) fueron los deportes que más medallas consiguieron para el país. El particular fue el remo, quien dominó el medallero de la especialidad. Asimismo, también se destacaron el balonmano y el hockey, donde tanto el equipo masculino como el femenino consiguieron medallas.

## Medallistas
| Medalla           | Atleta o equipo | Deporte             | Evento                                                       | Fecha de entrega |
| ----------------- | --- | ------------------- | ------------------------------------------------------------ | ---------------- |
| Medalla de oro    | Cristian Rosso Ariel Suárez | Remo                | Doble par de remos cortos (M2X) masculino                    | 17 de octubre    |
| Medalla de oro    | Joaquín Iwan Sebastián Fernández Rodrigo Murillo Agustín Silvestro                                                                    | Remo                | Cuatro remos largos sin timonel (M4-) masculino              | 17 de octubre    |
| Medalla de oro    | Laura Abalo María Gabriela Best | Remo                | Dos remos largos sin timonel (W2-) femenino                  | 17 de octubre    |
| Medalla de oro    | Sebastián Crismanich | Taekwondo           | -80kg masculino                                              | 17 de octubre    |
| Medalla de oro    | Cristian Rosso Ariel Suárez Santiago Fernández Alejandro Cucchietti                                                                   | Remo                | Cuatro pares de remos cortos (M4X) masculino                 | 18 de octubre    |
| Medalla de oro    | María Gabriela Best Laura Abalo Milka Kraljev María Clara Rohner                                                                      | Remo                | Cuatro pares de remos cortos (W4X) femenino                  | 19 de octubre    |
| Medalla de oro    | Liu Song | Tenis de mesa       | Individual masculino                                         | 20 de octubre    |
| Medalla de oro    | María Irigoyen Florencia Molinero | Tenis               | Dobles femenino                                              | 21 de octubre    |
| Medalla de oro    | Cecilia Biagioli | Natación            | 10 km Maratón femenina                                       | 22 de octubre    |
| Medalla de oro    | Javier Julio | Esquí acuático      | Overall masculino                                            | 22 de octubre    |
| Medalla de oro    | Javier Julio | Esquí acuático      | Figuras masculino                                            | 23 de octubre    |
| Medalla de oro    | Julio Alsogaray | Vela                | Láser masculino                                              | 23 de octubre    |
| Medalla de oro    | Cecilia Carranza Saroli | Vela                | Láser radial femenino                                        | 23 de octubre    |
| Medalla de oro    | Elizabeth Soler | Patinaje            | Prueba por patines libres femenino                           | 24 de octubre    |
| Medalla de oro    | Selección de balonmano de Argentina                                                                                                   | Balonmano           | Torneo masculino                                             | 24 de octubre    |
| Medalla de oro    | Facundo Andreasen Sergio Gabriel Villegas                                                                                             | Pelota vasca        | Trinquete Pelota de goma masculino                           | 26 de octubre    |
| Medalla de oro    | Jorge Villegas Cristian Andrés Algarbe                                                                                                | Pelota vasca        | Trinquete Pelota de cuero masculino                          | 26 de octubre    |
| Medalla de oro    | Fernando Gabriel Ergueta Javier Alejandro Nicosia                                                                                     | Pelota vasca        | Frontón de 30m Pelota de goma masculino                      | 26 de octubre    |
| Medalla de oro    | María Lis García Verónica Andrea Stele                                                                                                | Pelota vasca        | Trinquete Pelota de goma femenino                            | 27 de octubre    |
| Medalla de oro    | Selección masculina de hockey sobre césped de Argentina                                                                               | Hockey sobre césped | Torneo masculino                                             | 29 de octubre    |
| Medalla de oro    | Paula Pareto | Judo                | -48kg femenino                                               | 29 de octubre    |
| Medalla de plata  | Matías Médici | Ciclismo            | Contrarreloj masculino                                       | 16 de octubre    |
| Medalla de plata  | Pablo Tabachnik Liu Song Gastón Alto                                                                                                  | Tenis de mesa       | Prueba por equipos masculino                                 | 17 de octubre    |
| Medalla de plata  | María Gabriela Best | Remo                | Un par de remos cortos femenino                              | 18 de octubre    |
| Medalla de plata  | Diego Gallina Nicolai Fernández Carlo Lauro Pablo Mahnic                                                                              | Remo                | Cuatro remos largos sin timonel peso ligero (LM4-) masculino | 19 de octubre    |
| Medalla de plata  | Alex Suligoy | Tiro                | Rifle tendido 50 m                                           | 19 de octubre    |
| Medalla de plata  | Mariano Reutemann | Vela                | Windsurfing masculino                                        | 23 de octubre    |
| Medalla de plata  | Selección femenina de balonmano de Argentina                                                                                          | Balonmano           | Torneo femenino                                              | 23 de octubre    |
| Medalla de plata  | Daniel Arriola | Patinaje            | Prueba por patines libres masculino                          | 24 de octubre    |
| Medalla de plata  | Melisa Bonnet | Patinaje            | 10000m eliminatoria y puntos femenino                        | 27 de octubre    |
| Medalla de plata  | Ezequiel Capellano | Patinaje            | 1000 m masculino                                             | 27 de octubre    |
| Medalla de plata  | Ezequiel Capellano | Patinaje            | 10000m eliminatoria y puntos masculino                       | 27 de octubre    |
| Medalla de plata  | Daniel Dal Bo | Canotaje            | K-1 1000 m masculino                                         | 28 de octubre    |
| Medalla de plata  | Selección de fútbol sub-23 de Argentina                                                                                               | Fútbol              | Torneo masculino                                             | 28 de octubre    |
| Medalla de plata  | Selección femenina de hockey sobre césped de Argentina                                                                                | Hockey sobre césped | Torneo femenino                                              | 28 de octubre    |
| Medalla de plata  | Alejandro Clara | Judo                | -73 kg masculino                                             | 28 de octubre    |
| Medalla de plata  | Miguel Correa | Canotaje            | K-1 200 m masculino                                          | 29 de octubre    |
| Medalla de plata  | Sabrina Ameghino Alexandra Keresztesi                                                                                                 | Canotaje            | K-2 500m femenino                                            | 29 de octubre    |
| Medalla de plata  | Miguel Correa Rubén Rézola | Canotaje            | K-2 200 m masculino                                          | 29 de octubre    |
| Medalla de plata  | Selección de rugby 7 de Argentina | Rugby 7             | Torneo masculino                                             | 30 de octubre    |
| Medalla de bronce | Hernán D'Arcangelo Robertino Pezzota                                                                                                  | Squash              | Dobles masculino                                             | 16 de octubre    |
| Medalla de bronce | Maximiliano Almada Marcos Crespo Facundo Lezica Eduardo Sepúlveda                                                                     | Ciclismo            | Persecución por equipos masculino                            | 17 de octubre    |
| Medalla de bronce | Ana Carrasco | Gimnasia rítmica    | Cinta femenino                                               | 18 de octubre    |
| Medalla de bronce | Juan Martín Pereyra | Natación            | 1500 m libres masculino                                      | 18 de octubre    |
| Medalla de bronce | Mariano Sosa Nicolás Silvestro Ariel Suárez Rodrigo Murillo Diego López Joaquín Iwan Joel Infante Sebastián Fernández Sebastián Claus | Remo                | Ocho remos largos con timonel masculino                      | 19 de octubre    |
| Medalla de bronce | Walter Pérez | Ciclismo            | Omnium masculino                                             | 19 de octubre    |
| Medalla de bronce | Leandro Botasso | Ciclismo            | Keirin masculino                                             | 20 de octubre    |
| Medalla de bronce | María Gabriela Díaz | Ciclismo            | BMX femenino                                                 | 21 de octubre    |
| Medalla de bronce | Melisa Gil | Tiro                | Skeet femenino                                               | 21 de octubre    |
| Medalla de bronce | Lucas Peralta Federico Grabich Marcos Barale Lucas Del Piccolo                                                                        | Natación            | Relevos 4x100 combinado                                      | 22 de octubre    |
| Medalla de bronce | Yuri Maier | Lucha               | -96kg masculino grecorromana                                 | 21 de octubre    |
| Medalla de bronce | Pablo Suárez Santiago Etchegaray | Voleibol de playa   | Torneo masculino                                             | 22 de octubre    |
| Medalla de bronce | Guillermo Bertola | Natación            | Maratón de aguas abiertas masculino                          | 22 de octubre    |
| Medalla de bronce | Patricia Bermúdez | Lucha               | -48kg femenino libre                                         | 22 de octubre    |
| Medalla de bronce | Luz Vázquez | Lucha               | -63kg femenino libre                                         | 22 de octubre    |
| Medalla de bronce | Alejo De Palma | Esquí acuático      | Wakeboard masculino                                          | 23 de octubre    |
| Medalla de bronce | Francisco Julio Renna | Vela                | Sunfish-Trip. Un competidor (abierto) masculino              | 23 de octubre    |
| Medalla de bronce | Germán Lauro | Atletismo           | Lanzamiento de peso masculino                                | 25 de octubre    |
| Medalla de bronce | Pamela Benavídez | Boxeo               | -51kg femenino                                               | 25 de octubre    |
| Medalla de bronce | Carlos Dorato Luciano Callerelli | Pelota vasca        | Frontón de 36 m Pelota de cuero masculino por parejas        | 26 de octubre    |
| Medalla de bronce | Irina Podversich Johanna Zair | Pelota vasca        | Frontón de 30m Frontenis femenino por parejas                | 26 de octubre    |
| Medalla de bronce | Elida Agüero | Esgrima             | Espada femenino                                              | 26 de octubre    |
| Medalla de bronce | Juan Cruz Araldi | Patinaje            | 300 m contra reloj masculino                                 | 26 de octubre    |
| Medalla de bronce | Adela Peralta | Boxeo               | -60kg femenino                                               | 26 de octubre    |
| Medalla de bronce | Cristian Schmidt | Judo                | -100kg masculino                                             | 26 de octubre    |
| Medalla de bronce | Jorge Alberdi Alexis Clementín | Pelota vasca        | Frontón de 30 m Frontenis masculino por parejas              | 27 de octubre    |
| Medalla de bronce | Emmanuel Lucenti | Judo                | -81kg masculino                                              | 27 de octubre    |
| Medalla de bronce | Melisa Bonnet | Patinaje            | 1000 m femenino                                              | 27 de octubre    |
| Medalla de bronce | Braian Toledo | Atletismo           | Lanzamiento de jabalina masculino                            | 28 de octubre    |
| Medalla de bronce | Yamil Peralta | Boxeo               | -91kg masculino                                              | 28 de octubre    |
| Medalla de bronce | Pablo De Torres Roberto Sallette | Canotaje            | K2 - 1000 m masculino                                        | 28 de octubre    |
| Medalla de bronce | Alexandra Keresztesi | Canotaje            | K1 - 500m femenino                                           | 28 de octubre    |
| Medalla de bronce | Sabrina Ameghino | Canotaje            | K1 - 200 m femenino                                          | 29 de octubre    |
| Medalla de bronce | Selección de voleibol de Argentina | Voleibol            | Torneo masculino                                             | 29 de octubre    |

## Atletismo

### Masculino
Eventos de pista
| 100 m masculino             | Miguel Wilken         | 10.66 | 27° | No clasificó | No clasificó | No clasificó | No clasificó | No clasificó | No clasificó | No clasificó |              |              |
| 200 m masculino             | Mariano Jiménez       | 21.20 | 20° | 21.47        | 21°          | No clasificó | No clasificó | No clasificó | No clasificó | No clasificó | No clasificó | No clasificó |
| 800 m masculino             | Juan Sebastián Vega   |       |     | 1:52.60      | 12°          | No clasificó | No clasificó | No clasificó | No clasificó | No clasificó | No clasificó | No clasificó |
| 1 500m masculino            | Federico Bruno        |       |     |              |              | 4:01.09      | 13°          |              |              |              |              |              |
| 1 500m masculino            | Javier Carriqueo      |       |     |              |              | 3:55.52      | 6°           |              |              |              |              |              |
| 5 000m masculino            | Miguel Barzola        |       |     |              |              | 14:44.23     | 11°          |              |              |              |              |              |
| 10 000m masculino           | Miguel Barzola        |       |     |              |              | 30:12.82     | 6°           |              |              |              |              |              |
| 3 000m obstáculos masculino | Mariano Mastromarino  |       |     |              |              | 9:09.42      | 10°          |              |              |              |              |              |
| 20 km marcha masculino      | Juan Manuel Cano      |       |     |              |              | 1:27:33      | 9°           |              |              |              |              |              |
| 20 km marcha masculino      | Fabio Benito González |       |     |              |              | 1:30:40      | 11°          |              |              |              |              |              |

Eventos de campo
| Evento                            | Atletas                 | Clasificación | Clasificación | Final     | Final             |
| Evento                            | Atletas                 | Resultado     | Posición      | Resultado | Posición          |
| --------------------------------- | ----------------------- | ------------- | ------------- | --------- | ----------------- |
| Salto de altura masculino         | Carlos Daniel Layoy     |               |               | 2.18      | 10°               |
| Salto con pértiga masculino       | Rubén Benítez           |               |               | 5.05      | 9°                |
| Salto con pértiga masculino       | Germán Chiaraviglio     |               |               | 5.50      | 4°                |
| Salto triple masculino            | Maximiliano Díaz        |               |               | 16.47     | 4°                |
| Lanzamiento de bala masculino     | Germán Lauro            |               |               | 20.41     | Medalla de bronce |
| Lanzamiento de bala masculino     | Nicolás Martina         |               |               | 17.33     | 11°               |
| Lanzamiento de disco masculino    | Jorge Esteban Balliengo |               |               | 51.93     | 10°               |
| Lanzamiento de martillo masculino | Juan Ignacio Cerra      |               |               | 66.80     | 6°                |
| Lanzamiento de jabalina masculino | Braian Toledo           |               |               | 79.53     | Medalla de bronce |

Eventos combinados
| Decatlón masculino      | Evento  | Román Gastaldi | Román Gastaldi | Román Gastaldi |
| Decatlón masculino      | Evento  | Resultados     | Puntos         | Posición       |
| ----------------------- | ------- | -------------- | -------------- | -------------- |
|                         | 100 m   | 10.65          | 940            | 1°             |
| Salto de longitud       | 7.37    | 903            | 3°             |                |
| Lanzamiento de bala     | 14.01   | 729            | 6°             |                |
| Salto de altura         | 1.99    | 794            | 4°             |                |
| 400m                    | 49.54   | 836            | 7°             |                |
| 110 m con vallas        | 14.71   | 885            | 7°             |                |
| Lanzamiento de disco    | 43.08   | 727            | 6°             |                |
| Salto con pértiga       | 4.20    | 673            | 9°             |                |
| Lanzamiento de jabalina | 55.97   | 677            | 9°             |                |
| 1500 m                  | 4:42.95 | 662            | 3°             |                |
| Final                   |         |                | 7826           | 5°             |

### Femenino
Eventos de pista
| 800 m femenino   | Nancy Gallo         |  |  |  |  | 2:09.10               | 8°                    |                       |                       |
| 1500 m femenino  | Sandra Amarillo     |  |  |  |  | 4:29.49               | 6°                    |                       |                       |
| 1500 m femenino  | Nancy Soledad Gallo |  |  |  |  | 4:31.96               | 9°                    |                       |                       |
| 5000 m femenino  | Rosa Godoy          |  |  |  |  | 17:33.77              | 12°                   |                       |                       |
| 5000 m femenino  | Nadia Rodríguez     |  |  |  |  | 17:14.91              | 10°                   |                       |                       |
| Maratón femenina | Raquel Maraviglia   |  |  |  |  | No finalizó la prueba | No finalizó la prueba | No finalizó la prueba | No finalizó la prueba |

Eventos de campo
| Evento                           | Atleta                 | Clasificación | Clasificación | Final     | Final    |
| Evento                           | Atleta                 | Resultado     | Posición      | Resultado | Posición |
| -------------------------------- | ---------------------- | ------------- | ------------- | --------- | -------- |
| Salto de altura femenino         | Jorgelina Rodríguez    |               |               | 1.65      | 10°      |
| Salto con pértiga femenino       | Alejandra García Flood |               |               | 4.20      | 6°       |
| Salto con pértiga femenino       | Daniela Inchausti      |               |               | 4.00      | 9°       |
| Lanzamiento de disco femenino    | Rocío Comba            |               |               | 56.05     | 6°       |
| Lanzamiento de martillo femenino | Jennifer Dahlgren      |               |               | 67.11     | 6°       |

Eventos combinados
| Heptatlón               | Evento       | Agustina Zerboni | Agustina Zerboni | Agustina Zerboni |
| Heptatlón               | Evento       | Resultados       | Puntos           | Posición         |
| ----------------------- | ------------ | ---------------- | ---------------- | ---------------- |
|                         | 100 m vallas | 13.66            | 1027             | 2°               |
| Salto de altura         | 1.59         | 724              | 9°               |                  |
| Lanzamiento de bala     | 12.74        | 710              | 6°               |                  |
| 200 m                   | 24.84        | 902              | 4°               |                  |
| Salto de longitud       | 5.44         | 683              | 7°               |                  |
| Lanzamiento de jabalina | 39.79        | 663              | 5°               |                  |
| 800 m                   | 2:24.51      | 763              | 6°               |                  |
| Final                   |              |                  | 5472             | 5°               |

## Bádminton
| Federico Díaz                    | Individual masculino | O Guerrero P 5 - 21, 15 - 21 | No clasificó                             | No clasificó | No clasificó | No clasificó | No clasificó | No clasificó | No clasificó |              |
| Victoria Valdesolo               | Individual femenino  |                              | C Leefmans P 16 - 21, 6 - 21             | No clasificó | No clasificó | No clasificó | No clasificó | No clasificó | No clasificó | No clasificó |
| Federico Díaz Victoria Valdesolo | Dobles mixto         |                              | O Guerrero M Hernández P 12 - 21, 9 - 21 | No clasificó | No clasificó | No clasificó | No clasificó | No clasificó | No clasificó | No clasificó |

## Básquetbol

### Masculino
| - Alejandro Alloatti - Luis Cequeira - Marcos Delía - Pablo Espinoza | - Juan Fernández Chávez - Juan Manuel Fernández - Miguel Gerlero - Luciano González | - Nicolás Laprovittola - Marcos Mata - Nicolás Romano - Matías Sandes |

| Equipo            | Pts | J | V | D | PF  | PC  | Dif |
| ----------------- | --- | - | - | - | --- | --- | --- |
| Puerto Rico (PUR) | 5   | 3 | 2 | 1 | 231 | 206 | +25 |
| México (MEX)      | 5   | 3 | 2 | 1 | 231 | 194 | +37 |
| Canadá (CAN)      | 4   | 3 | 1 | 2 | 206 | 238 | -32 |
| Argentina (ARG)   | 4   | 3 | 1 | 2 | 214 | 244 | -30 |

| 26 de octubre | Canadá                                             | 83–79                                              | Argentina                                             |                                                                                        |  |
| 10:30         | Parciales: 16–22, 18–17, 10–14, 26–17 (T.E.: 13–9) | Parciales: 16–22, 18–17, 10–14, 26–17 (T.E.: 13–9) | Parciales: 16–22, 18–17, 10–14, 26–17 (T.E.: 13–9)    |                                                                                        |  |
|               | Estadísticas Scrubb, 35 Ward, 10 Scrubb, 3         | Reporte Pts Reb Asts                               | Estadísticas Laprovittola, 16 Espinoza, 7 Cequeira, 4 | Pabellón: CODE Dome, Guadalajara Árbitros: Vázquez (URU), Rodríguez (VEN), Stith (USA) |  |

| October 27 | Argentina                                      | 79–78 | Puerto Rico                                       |                                                                                               |  |
| 13:00      | Parciales: 24–22, 25–9, 13–22, 15–17           | Parciales: 24–22, 25–9, 13–22, 15–17 | Parciales: 24–22, 25–9, 13–22, 15–17              |                                                                                               |  |
|            | Estadísticas Sandes 15 Sandes 8 Laprovittola 5 | http://200.57.183.69/ENG/BK/BKR173A_BKM40040090100005ENG.htm (enlace roto disponible en Internet Archive; véase el historial, la primera versión y la última). Pts Reb Asts | Estadísticas Barea 24 Santiago 8 Barea, Berdiel 2 | Pabellón: Domo del CODE, Guadalajara Árbitros: Rodríguez (VEN), Benito (BRA), Fernández (CRC) |  |

| 28 de octubre | México                                         | 83–56 | Argentina                                        |                                                                                         |  |
| 20:00         | Parciales: 18–15, 12–10, 25– 16, 28–15         | Parciales: 18–15, 12–10, 25– 16, 28–15 | Parciales: 18–15, 12–10, 25– 16, 28–15           |                                                                                         |  |
|               | Estadísticas Harris 22 Mata-Real 14 Quintero 3 | http://200.57.183.69/ENG/BK/BKR173A_BKM40040090100004ENG.htm (enlace roto disponible en Internet Archive; véase el historial, la primera versión y la última). Pts Reb Asts | Estadísticas González 15 Sandes 8 Laprovittola 4 | Pabellón: Domo del CODE, Guadalajara Árbitros: Benito (BRA), Stith (USA), Vazquez (URU) |  |

Partido por el séptimo puesto
| 29 de octubre | Argentina                                      | 71–69                                 | Uruguay                                            |                                                                                             |  |
| 10:30         | Parciales: 22–16, 18–12, 20–20, 11–21          | Parciales: 22–16, 18–12, 20–20, 11–21 | Parciales: 22–16, 18–12, 20–20, 11–21              |                                                                                             |  |
|               | Estadísticas Sandes 23 Sandes 10 3 jugadores 3 | Reporte Pts Reb Asts                  | Estadísticas Borsellino 15 Borsellino 10 Osimani 8 | Pabellón: Domo del CODE, Guadalajara Árbitros: Vazquez (PUR), Hayles (JAM), Fernández (CRC) |  |

- Posición final: 7° puesto

### Femenino
| - Agostina Burani - Diana Cabrera - Marina Cava - Nadia Flores | - Melisa Gretter - Melisa Pavicich - Sandra Pavón - Natacha Pérez | - Paula Reggiardo - Rocío Rojas - Ornella Santana - Melani Soriani |

| Equipo               | Pts | J | V | D | PF  | PC  | Dif |
| -------------------- | --- | - | - | - | --- | --- | --- |
| México (MEX)         | 5   | 3 | 2 | 1 | 192 | 218 | -26 |
| Puerto Rico (PUR)    | 5   | 3 | 2 | 1 | 222 | 216 | +6  |
| Argentina (ARG)      | 4   | 3 | 1 | 2 | 185 | 186 | -1  |
| Estados Unidos (USA) | 4   | 3 | 1 | 2 | 212 | 191 | +21 |

| October 21 | Estados Unidos                                | 55–58                               | Argentina                                     |                                      |  |
| 13:00      | Parciales: 19–5, 5–15, 13–22, 18–16           | Parciales: 19–5, 5–15, 13–22, 18–16 | Parciales: 19–5, 5–15, 13–22, 18–16           |                                      |  |
|            | Estadísticas Stewart, 18 Stewart, 21 James, 2 | Reporte Pts Reb Asts                | Estadísticas Gretter, 21 Burani, 7 Gretter, 5 | Pabellón: Domo del CODE, Guadalajara |  |

| October 22 | Argentina                                      | 57–58                                | México                                        |                                      |  |
| 20:00      | Parciales: 18–19, 19–10, 7–12, 13–17           | Parciales: 18–19, 19–10, 7–12, 13–17 | Parciales: 18–19, 19–10, 7–12, 13–17          |                                      |  |
|            | Estadísticas Gretter, 14 Burani, 11 Santana, 3 | Reporte Pts Reb Asts                 | Estadísticas Gómez, 20 A. Garcia, 13 Gomez, 4 | Pabellón: Domo del CODE, Guadalajara |  |

| October 23 | Puerto Rico                                    | 73–70 | Argentina                                         |                                     |  |
| 13:00      | Parciales: 16–17, 21–22, 10–13, 26–18          | Parciales: 16–17, 21–22, 10–13, 26–18 | Parciales: 16–17, 21–22, 10–13, 26–18             |                                     |  |
|            | Estadísticas Escalera 18 Sepulveda 5 Cortijo 4 | [https://web.archive.org/web/20140820033231/http://200.57.183.69/ENG/BK/BKR173A_BKW40040090100005ENG.htm Archivado el 20 de agosto de 2014 en Wayback Machine. Reporte] Pts Reb Asts | Estadísticas Burani 24 Burani, Pavón 7 Carbrera 6 | Pabellón: Domo del CODE, Guadaljara |  |

Partido por el quinto puesto
| 24 de octubre | Argentina                                     | 50–38 | Canadá                                       |                                      |  |
| 17:30         | Parciales: 17–4, 6–9, 16–13, 11–12            | Parciales: 17–4, 6–9, 16–13, 11–12 | Parciales: 17–4, 6–9, 16–13, 11–12           |                                      |  |
|               | Estadísticas Reggiardo, 17 Burani, 8 Pavón, 2 | [https://web.archive.org/web/20140819201537/http://200.57.183.69/ENG/BK/BKR173A_BKW400400A0100001ENG.htm Archivado el 19 de agosto de 2014 en Wayback Machine. Reporte] Pts Reb Asts | Estadísticas Colley, 11 Wolfram, 7 Colley, 3 | Pabellón: Domo del CODE, Guadalajara |  |

- Posición final: 5° puesto

## Balonmano

### Masculino
| Equipo | Evento           | Fase de grupos     | Fase de grupos           | Fase de grupos         | Semifinales       | Final                |
| Equipo | Evento           | Partido 1          | Partido 2                | Partido 3              | Semifinales       | Final                |
| Equipo | Evento           | Rival Resultado    | Rival Resultado          | Rival Resultado        | Rival Resultado   | Rival Resultado      |
| --- | ---------------- | ------------------ | ------------------------ | ---------------------- | ----------------- | -------------------- |
| - Gonzalo Carou - Federico Fernández - Juan Pablo Fernández - Fernando García - Andrés Kogovsek - Damián Migueles - Federico Pizarro - Cristian Platti - Pablo Sebastián Portela - Leonardo Querín - Matías Schulz - Diego Simonet - Sebastián Simonet - Juan Vidal - Federico Vieyra | Torneo masculino | México · G 31 - 14 | Estados Unidos G 36 - 19 | Costa Rica · G 28 - 20 | Chile · G 26 - 25 | Brasil · G 26 - 23 · |

### Femenino
| Equipo | Evento           | Fase de grupos        | Fase de grupos    | Fase de grupos     | Semifinales                      | Final                |
| Equipo | Evento           | Partido 1             | Partido 2         | Partido 3          | Semifinales                      | Final                |
| Equipo | Evento           | Rival Resultado       | Rival Resultado   | Rival Resultado    | Rival Resultado                  | Rival Resultado      |
| --- | ---------------- | --------------------- | ----------------- | ------------------ | -------------------------------- | -------------------- |
| - María Amelia Belotti - Valeria Bianchi - María Decilio - Bibiana Férrea - Lucía Haro - Valentina Kogan - Antonela Mena - Luciana Mendoza - Manuela Pizzo - María Romero - Noelia Sala - Luciana Salvadó - Silvina Schlesinger - Solange Tagliavini - Silvana Totolo | Torneo masculino | Puerto Rico G 35 - 26 | Chile · G 28 - 20 | México · G 24 - 14 | República Dominicana · G 19 - 18 | Brasil · P 15 - 33 · |

## Boxeo

### Masculino
| Junior Zárate      | -49 kg masculino | J Ortiz P 5 - 10      | Did not advance             | Did not advance   | Did not advance | Did not advance | Did not advance | Did not advance | Did not advance |           |           |
| Alberto Melián     | -56 kg masculino | J Laviolette G 20 - 8 | A Rodríguez P 6 - 16        | No avanzó         | No avanzó       | No avanzó       | No avanzó       | No avanzó       | No avanzó       | No avanzó |           |
| Fabián Maidana     | -64 kg masculino |                       | V Knowles P 17 - 17 (44-61) | No avanzó         | No avanzó       | No avanzó       | No avanzó       | No avanzó       | No avanzó       | No avanzó |           |
| Alberto Palmetta   | -69 kg masculino | C Banteurt P 5 - 15   | No avanzó                   | No avanzó         | No avanzó       | No avanzó       | No avanzó       | No avanzó       | No avanzó       |           |           |
| Yamil Peralta Jara | -91 kg masculino |                       | W Rivero G 11 - 7           | L Pero · P 9 - 13 | No avanzó       | No avanzó       | No avanzó       | No avanzó       | No avanzó       | No avanzó | No avanzó |

### Femenino
| Atletas               | Evento          | Cuartos de final    | Semifinales             | Final           |
| Atletas               | Evento          | Rival Resultado     | Rival Resultado         | Rival Resultado |
| --------------------- | --------------- | ------------------- | ----------------------- | --------------- |
| Paola Benavides       | -51 kg femenino |                     | M Bujold · P 8 - 12     | No avanzó       |
| Adela Celeste Peralta | -60 kg femenino | J Caceres G 22 - 13 | K Tapia · P RSC R4 3:00 | No avanzó       |

## Canotaje
Masculino
| Leonardo Niveiro                                                                  | C-1 1000 m masculino |        |     |        |    | 4:45.499     | 7°                |              |              |              |              |              |
| Leonardo Niveiro                                                                  | C-1 200 m masculino  | 46.572 | 10° | 46.125 | 4° | No clasificó | No clasificó      | No clasificó | No clasificó | No clasificó | No clasificó | No clasificó |
| Daniel Dal Bo                                                                     | K-1 1000 m masculino |        |     |        |    | 3:43.038     | Medalla de plata  |              |              |              |              |              |
| Miguel Correa                                                                     | K-1 200 m masculino  | 37.300 | 5°  |        |    | 36.349       | Medalla de plata  |              |              |              |              |              |
| Pablo Martín de Torres Roberto Geringer Sallette                                  | K-2 1000 m masculino |        |     |        |    | 3:19.599     | Medalla de bronce |              |              |              |              |              |
| Miguel Correa Rubén Rézola                                                        | K-2 200 m masculino  | 32.218 | 2°  |        |    | 32.494       | Medalla de plata  |              |              |              |              |              |
| Juan Pablo Bergero Daniel Dal Bo Pablo Martín de Torres Roberto Geringer Sallette | K-4 1000 m masculino |        |     |        |    | 3:04.471     | 5°                |              |              |              |              |              |

Femenino
| Atletas                                                                              | Evento             | Preliminar | Preliminar | Semifinales | Semifinales | Final    | Final             |
| Atletas                                                                              | Evento             | Tiempo     | Posición   | Tiempo      | Posición    | Tiempo   | Posición          |
| ------------------------------------------------------------------------------------ | ------------------ | ---------- | ---------- | ----------- | ----------- | -------- | ----------------- |
| Sabrina Ameghino                                                                     | K-1 200 m femenino | 42.268     | 4°         |             |             | 42.685   | Medalla de bronce |
| Alexandra Keresztesi                                                                 | K-1 500m femenino  | 1:58.951   | 2°         |             |             | 1:55.764 | Medalla de bronce |
| María Cecilia Collueque Alexandra Keresztesi                                         | K-2 500m femenino  | 1:49.859   | 2°         |             |             | 1:48.005 | Medalla de plata  |
| María Cecilia Collueque María Magdalena Garro Sabrina Ameghino Ailín Edith Gutiérrez | K-4 500m femenino  |            |            |             |             | 1:40.085 | 6°                |

## Ciclismo

### Ciclismo en ruta

#### Masculino
| Walter Pérez     | Ruta individual masculino | 3:45:04  | 16°              |     |     |     |     |     |
| Leandro Messineo | Ruta individual masculino | 3:50:58  | 35°              |     |     |     |     |     |
| Jorge Giacinti   | Ruta individual masculino | 3:50:58  | 36°              |     |     |     |     |     |
| Matías Médici    | Ruta individual masculino | DNF      | DNF              | DNF | DNF | DNF | DNF | DNF |
| Matías Médici    | Contrarreloj masculino    | 50:00.98 | Medalla de plata |     |     |     |     |     |
| Leandro Messineo | Contrarreloj masculino    | 50:46.98 | 5°               |     |     |     |     |     |

#### Femenino
| Atletas               | Evento                   | Tiempo   | Posición |
| --------------------- | ------------------------ | -------- | -------- |
| Talía Aguirre         | Ruta individual femenino | 2:19:57  | 29°      |
| Alejandra Feszczuk    | Ruta individual femenino | 2:21:13  | 30°      |
| Dolores Rodríguez Rey | Ruta individual femenino | 2:23:03  | 31°      |
| Valeria Müller        | Contrarreloj femenino    | 29:31.13 | 10°      |

### Ciclismo en pista

#### Pruebas de persecución y velocidad
| Leandro Botasso                                                   | Velocidad Individual masculino    | 10.122   | 7°  | J Marín P 10.549  | A Pulgar A Mainat P 10.392       | No avanzó | No avanzó | No avanzó                                      | No avanzó         | No avanzó | No avanzó | No avanzó |           |           |
| Jonathan Gatto                                                    | Velocidad Individual masculino    | 10.313   | 10° | F Puerta P 10.473 | M Blatchford F Cipriano P 10.449 | No avanzó | No avanzó | No avanzó                                      | No avanzó         | No avanzó | No avanzó | No avanzó |           |           |
| Leandro Botasso Jonathan Gatto Walter Pérez                       | Velocidad por equipos masculino   | 47.058   | 4th |                   |                                  |           |           | Por la medalla de bronce · Colombia · L 46.725 | 4°                |           |           |           |           |           |
| Maximiliano Almada Marcos Crespo Facundo Lezica Eduardo Sepúlveda | Persecución por equipos masculino | 4:08.887 | 3°  |                   |                                  |           |           | Por la medalla de bronce · México · G 3:05.333 | Medalla de bronce |           |           |           |           |           |
| Déborah Coronel                                                   | Velocidad individual femenino     | 12.194   | 11° | No avanzó         | No avanzó                        | No avanzó | No avanzó | No avanzó                                      | No avanzó         | No avanzó |           |           |           |           |
| Talía Aguirre Déborah Coronel                                     | Velocidad por equipos femenino    | 36.953   | 6°  |                   |                                  |           |           | No avanzó                                      | No avanzó         | No avanzó | No avanzó | No avanzó | No avanzó | No avanzó |
| Alejandra Feszcczuk Valeria Müller Talía Aguirre                  | Persecución por equipos femenino  | 3:40.329 | 8°  |                   |                                  | No avanzó | No avanzó | No avanzó                                      | No avanzó         | No avanzó | No avanzó | No avanzó |           |           |

#### Keirin
| Atletas         | Evento           | Primera ronda | Repechaje | Final             |
| Leandro Botasso | Keirin masculino | 2°            |           | Medalla de bronce |
| Déborah Coronel | Keirin femenino  |               |           | 5°                |

#### Omnium
| Atletas       | Evento           | Carrera preliminar Tiempo Posición | Carreras por puntos Puntos Posición | Carrera de eliminación Posición | Persecución Tiempo | Scratch Race Tiempo | Contrarreloj Tiempo | Final Posición |
| ------------- | ---------------- | ---------------------------------- | ----------------------------------- | ------------------------------- | ------------------ | ------------------- | ------------------- | -------------- |
| Walter Pérez  | Omnium masculino | 13.567 6°                          | 65 4°                               | 4°                              | 4:31.181 3°        | -2 7°               | 1:05.043 4°         | 28 ·           |
| Talia Aguirre | Omnium femenino  | 15.553 7°                          | DNF 20°                             | 7°                              | 3:54.442 8°        | 2°                  | 38.198 7°           | 51 9°          |

### Ciclismo de montaña
Argentina clasificó tres atletas, dos hombres y una mujer para competir en las competiciones de ciclismo montaña.

#### Masculino
| Catriel Soto       | Cross country masculino | Descalificado | Descalificado | Descalificado | Descalificado | Descalificado | Descalificado | Descalificado |
| Luciano Caraccioli | Cross country masculino | 1:41:22       | 11°           |               |               |               |               |               |

#### Femenino
| Atleta           | Evento                 | Tiempo  | Posición |
| ---------------- | ---------------------- | ------- | -------- |
| Noelia Rodríguez | Cross country femenino | 1:40:27 | 5°       |

### Ciclismo BMX
Argentina clasificó 4 atletas, dos hombres y dos mujeres para competir en los eventos de BMX.
| Cristian Becerine   | BMX masculino | 36.433 | 2 | 36.516 | 3 | 36.311 | 3 | 8 | No finalizó | No finalizó | No avanzó | No avanzó         | No avanzó | No avanzó | No avanzó | No avanzó | No avanzó |
| Ramiro Marino       | BMX masculino | 36.372 | 2 | 36.522 | 2 | 36.249 | 3 | 7 | 36.541      | 4°          | 36.457    | 6°                |           |           |           |           |           |
| María Gabriela Díaz | BMX femenino  | 44.494 | 2 | 44.336 | 2 | 45.350 | 3 | 7 |             |             | 42.971    | Medalla de bronce |           |           |           |           |           |
| Mariana Díaz        | BMX femenino  | 46.951 | 3 | 47.009 | 3 | 48.363 | 3 | 9 |             |             | 45.278    | 4°                |           |           |           |           |           |

## Equitación

### Pruebas de adiestramiento
| Atletas                                                                                            | Caballo          | Eventos                    | Doma        | Doma     | Campo                 | Campo     | Saltos                                      | Saltos                                      | Saltos           | Saltos           | Total       | Total     |
| Atletas                                                                                            | Caballo          | Eventos                    | Doma        | Doma     | Campo                 | Campo     | Clasificatoria individual Final por equipos | Clasificatoria individual Final por equipos | Final individual | Final individual | Total       | Total     |
| Atletas                                                                                            | Caballo          | Eventos                    | Penalidades | Posición | Penalidades           | Posición  | Penalidades                                 | Posición                                    | Penalidades      | Posición         | Penalidades | Posición  |
| -------------------------------------------------------------------------------------------------- | ---------------- | -------------------------- | ----------- | -------- | --------------------- | --------- | ------------------------------------------- | ------------------------------------------- | ---------------- | ---------------- | ----------- | --------- |
| Martín Bedoya Guido                                                                                | Remonta Lanza    | Adiestramiento individual  | 65.20       | 36°      | Eliminado             | Eliminado | Eliminado                                   | Eliminado                                   | Eliminado        | Eliminado        | Eliminado   | Eliminado |
| Fernando Domínguez Silva                                                                           | Almil Agresivo Z | Adiestramiento individual  | 53.50       | 14°      | 12'15                 |           |                                             |                                             |                  |                  | 179.50      | 29°       |
| José Luis Ortelli                                                                                  | Jos Aladar       | Adiestramiento individual  | 57.40       | 19°      | 9'42                  |           |                                             |                                             |                  |                  | 62.20       | 12°       |
| Marcelo Rawson                                                                                     | King's Elf       | Adiestramiento individual  | 65.90       | 39°      | 9'59                  |           |                                             |                                             |                  |                  | 77.50       | 20°       |
| Federico Valdéz Diez                                                                               | Remonta Lima     | Adiestramiento individual  | 65.00       | 34°      | 10'02                 | 21°       | 77.80                                       | 17°                                         |                  |                  | 81.80       | 13°       |
| Martín Bedoya Guido Fernando Domínguez Silva José Luis Ortelli Marcelo Rawson Federico Valdéz Diez | As above         | Adiestramiento por equipos | 175.90      | 5°       | 9'42 12'15 10'02 9'59 | 4°        |                                             |                                             |                  |                  | 229.50      | 4°        |

### Competencia de Saltos

#### Individual
| Atletas            | Caballo                      | Evento            | 1° Clasificatorio | 1° Clasificatorio | 2° Clasificatorio | 2° Clasificatorio | 2° Clasificatorio | 3° Clasificatorio | 3° Clasificatorio | 3° Clasificatorio | Final         | Final         | Final         | Final         | Final       | Final     |
| Atletas            | Caballo                      | Evento            | 1° Clasificatorio | 1° Clasificatorio | 2° Clasificatorio | 2° Clasificatorio | 2° Clasificatorio | 3° Clasificatorio | 3° Clasificatorio | 3° Clasificatorio | Primera ronda | Primera ronda | Segunda ronda | Segunda ronda | Total       | Total     |
| Atletas            | Caballo                      | Evento            | Penalidades       | Posición          | Penalidades       | Total             | Posición          | Penalidades       | Total             | Posición          | Penalidades   | Posición      | Penalidades   | Posición      | Penalidades | Posición  |
| ------------------ | ---------------------------- | ----------------- | ----------------- | ----------------- | ----------------- | ----------------- | ----------------- | ----------------- | ----------------- | ----------------- | ------------- | ------------- | ------------- | ------------- | ----------- | --------- |
| Matías Albarracín  | P'Compadre Bally Cullen Maid | Saltos individual | 3.86              | 14°               | 13                | 16.86             | 34°               | 0                 | 16.86             | 24°               | 9             | 25.86         | 20°           | 5             | 30.86       | 16°       |
| Ricardo Dircie     | LLavaneras H.J. Aries        | Saltos individual | 6.81              | 33°               | 13                | 19.81             | 37°               | 5                 | 24.81             | 33°               | No avanzó     | No avanzó     | No avanzó     | No avanzó     | No avanzó   | No avanzó |
| Martín Dopazo      | Chicago Z                    | Saltos individual | 4.26              | 17°               | 20                | 24.26             | 42°               | 8                 | 32.26             | 42°               | No avanzó     | No avanzó     | No avanzó     | No avanzó     | No avanzó   | No avanzó |
| José María Larocca | Royal Power                  | Saltos individual | 1.49              | 6°                | 4                 | 5.49              | 12°               | 10                | 15.49             | 21°               | 9             | 24.49         | 19°           | 9             | 33.49       | 18°       |

Equipo
| Atletas                                                               | Caballos                                                                 | Evento      | C1                  | C1    | C1       | C2          | C2    | C2       | C3          | C3    | C3       |
| Atletas                                                               | Caballos                                                                 | Evento      | Penalidades         | Total | Posición | Penalidades | Total | Posición | Penalidades | Total | Posición |
| --------------------------------------------------------------------- | ------------------------------------------------------------------------ | ----------- | ------------------- | ----- | -------- | ----------- | ----- | -------- | ----------- | ----- | -------- |
| De: Matías Albarracín Ricardo Dircie Martín Dopazo José María Larocca | P'Compadre Bally Cullen Maid LLavaneras H.J. Aries Chicago Z Royal Power | Por equipos | 3.86 6.81 4.26 3.86 | 9.61  | 4°       | 13 20 4     | 39.61 | 7°       | 0 5 8 10    | 52.61 | 6°       |

## Esgrima
Un total de 13 esgrimistas argentinos compitieron en los Juegos Panamericanos en diferentes modalidades. 

### Masculino
| José Domínguez                                           | Espada masculino              | 3 G - 2 P | W Kelsey P 8 - 15   | No avanzó             | No avanzó                                | No avanzó                               | No avanzó       | No avanzó       | No avanzó       | No avanzó       |           |
| Federico Müller                                          | Florete masculino             | 3 G - 2 P | E Turbide P 8 - 15  | Did not advance       | Did not advance                          | Did not advance                         | Did not advance | Did not advance | Did not advance | Did not advance |           |
| Felipe Saucedo                                           | Florete masculino             | 1 G - 4 P | D Gomez P 4 - 15    | No avanzó             | No avanzó                                | No avanzó                               | No avanzó       | No avanzó       | No avanzó       | No avanzó       |           |
| Alexander Achten                                         | Sable masculino               | 5 G - 0 P | C Valencia G 15 - 8 | P Beaudry P 13 - 15   | No avanzó                                | No avanzó                               | No avanzó       | No avanzó       | No avanzó       | No avanzó       | No avanzó |
| Ricardo Bustamante                                       | Sable masculino               | 4 G - 1 P | Y Iriarte P 8 - 15  | No avanzó             | No avanzó                                | No avanzó                               | No avanzó       | No avanzó       | No avanzó       | No avanzó       |           |
| Federico Müller Felipe Saucedo Ezequiel Abello           | Florete por equipos masculino |           |                     | México · P 27 - 45    | Por el 5°-8° puesto · Cuba · P 26 – 45   | Por el 7°-8° puesto · Chile · P 27 – 45 |                 |                 |                 |                 |           |
| Alexander Achten Ricardo Bustamante Alberto Pérez Ghersi | Sable por equipos masculino   |           |                     | Venezuela · P 37 - 45 | Por el 5°-8° puesto · México · G 45 – 38 | Por el 7°-8° puesto · Cuba · G 45 – 37  |                 |                 |                 |                 |           |

### Femenino
| Elida Agüero                                                       | Espada femenino             | 4 G - 1 P | M Martínez G 11 - 10   | S Schalm G 15 - 14               | K Hurley · P 4 - 15 ·                  | No avanzó                                     |           |           |           |           |           |
| Isabel Di Tella                                                    | Espada femenino             | 2 G - 3 P | C Hurley P 10 - 15     | No avanzó                        | No avanzó                              | No avanzó                                     | No avanzó | No avanzó | No avanzó | No avanzó |           |
| Estefanía Berninsone                                               | Sable femenino              | 2 G - 3 P | M Maurice G 15 - 9     | A Benítez P 13 - 15              | No avanzó                              | No avanzó                                     | No avanzó | No avanzó | No avanzó | No avanzó | No avanzó |
| María Belén Pérez Maurice                                          | Sable femenino              | 3 G - 2 P | E Berninosone P 9 - 15 | No avanzó                        | No avanzó                              | No avanzó                                     | No avanzó | No avanzó | No avanzó | No avanzó |           |
| Elida Agüero Isabel di Tella Andrea Chiuchich                      | Espada por equipos femenino |           |                        | Brasil · G 39 - 38               | Estados Unidos P 17 - 45               | Por la medalla de bronce · México · P 32 - 45 |           |           |           |           |           |
| Estefanía Berninsone María Belén Pérez Maurice Adriana Attar Cohen | Sable por equipos femenino  |           |                        | República Dominicana · P 44 - 45 | Por el 5°-8° puesto · Cuba · P 28 – 45 | Por el 7°-8° puesto · Panamá · G 45 – 25      |           |           |           |           |           |

## Esquí acuático
Argentina clasificó cinco hombres y una mujer para competir en el esquí acuático de estos juegos.

### Masculino
| Figuras masculino   | Andrés Julio Javier   | 10040     | 1°        | 10140     | Medalla de oro    |           |           |           |           |           |
| Figuras masculino   | Martin Malarczuk      | No empezó | No empezó | No empezó | No empezó         | No empezó | No empezó | No empezó |           |           |
| Figuras masculino   | Jorge Ignacio Renosto | 8820      | 2°        | 7440      | 7°                |           |           |           |           |           |
| Slalom masculino    | Andrés Julio Javier   | 36.00     | 5°        | 30.50     | 7°                |           |           |           |           |           |
| Slalom masculino    | Martín Malarczuk      | 25.50     | 14°       | No avanzó | No avanzó         | No avanzó | No avanzó | No avanzó | No avanzó | No avanzó |
| Slalom masculino    | Jorge Ignacio Renosto | 27.50     | 13°       | No avanzó | No avanzó         | No avanzó | No avanzó | No avanzó | No avanzó | No avanzó |
| Salto masculino     | Andrés Julio Javier   | 57.10     | 5°        | No empezó | No empezó         | No empezó | No empezó | No empezó | No empezó | No empezó |
| Salto masculino     | Martín Malarczuk      | 44.50     | 10°       | No avanzó | No avanzó         | No avanzó | No avanzó | No avanzó | No avanzó | No avanzó |
| Salto masculino     | Jorge Ignacio Renosto | No empezó | No empezó | No empezó | No empezó         | No empezó | No empezó | No empezó |           |           |
| Overall masculino   | Andrés Julio Javier   |           |           | 2870.7    | Medalla de oro    |           |           |           |           |           |
| Overall masculino   | Jorge Ignacio Renosto |           |           | 2254.1    | 4°                |           |           |           |           |           |
| Wakeboard masculino | Alejo De Palma        | 66.23     | 4°        | 65.11     | Medalla de bronce |           |           |           |           |           |

### Femenino
| Figuras femenino | Lorena Botana | 5740  | 6° | 5870      | 5°        |           |           |           |           |           |
| Slalom femenino  | Lorena Botana | 19.50 | 9° | No avanzó | No avanzó | No avanzó | No avanzó | No avanzó | No avanzó | No avanzó |

## Fútbol

### Masculino
| Equipo | Evento           | Fase de grupos   | Fase de grupos  | Fase de grupos       | Semifinales       | Final              |
| Equipo | Evento           | Partido 1        | Partido 2       | Partido 3            | Semifinales       | Final              |
| Equipo | Evento           | Rival Resultado  | Rival Resultado | Rival Resultado      | Rival Resultado   | Rival Resultado    |
| --- | ---------------- | ---------------- | --------------- | -------------------- | ----------------- | ------------------ |
| - David Achucarro - Esteban Andrada - Sergio Araujo - Ezequiel Cirigliano - Fernando Coniglio - Leonardo Ferreyra - Franco Fragapane - Leandro González Pirez - Michael Hoyos - Lucas Kruspzky - Matías Laba - Carlos Luque - Adrián Martínez - Hugo Nervo - Germán Pezzella - Rodrigo Rey - Alan Ruiz - Lucas Villafáñez | Torneo masculino | Brasil · E 1 - 1 | Cuba · G 1 - 0  | Costa Rica · G 3 - 0 | Uruguay · G 1 - 0 | México · P 0 - 1 · |

### Femenino
| - Analía Almeida - Estefanía Banini - Gabriela Barrios - Agustina Barroso - María Gimena Blanco - Gabriela Chávez - Noelia Espíndola - Marisa Farina - Delfina Fernández - Emilia Mendieta - Elisabeth Minnig - Andrea Ojeda - Laurina Oliveros - Mercedes Pereyra - María Potassa - Florencia Quiñones - Amancay Urbani - Fabiana Vallejos | Torneo masculino | Brasil · P 0 - 2 | Canadá · P 0 - 1 | Costa Rica · E 3 - 3 | No clasificó | No clasificó | No clasificó | No clasificó | No clasificó | No clasificó | No clasificó |

## Gimnasia

### Gimnasia artística
Un total de seis hombres y cuatro mujeres compitieron en los Juegos Panamericanos 2011 en representación de Argentina.

#### Masculino
Clasificación individual y finales por equipo
| Atletas                                   | Evento                        | Aparato | Aparato | Aparato           | Aparato | Aparato          | Aparato    | Clasificación | Clasificación | Final   | Final    |
| Atletas                                   | Evento                        | Saltos  | Suelo   | Caballo con arcos | Anillas | Barras paralelas | Barra fija | Total         | Posición      | Total   | Posición |
| ----------------------------------------- | ----------------------------- | ------- | ------- | ----------------- | ------- | ---------------- | ---------- | ------------- | ------------- | ------- | -------- |
| Nicolás Córdoba                           | Clasificación individual      | 14.100  | 13.600  | 12.600            | 13.450  | 13.500           | 14.100     | 81.350        | 18°           |         |          |
| Juan Manuel Lompizano                     | Clasificación individual      | 14.550  | 13.550  | 13.500            | 11.650  | 13.550           | 13.050     | 79.850        | 23°           |         |          |
| Osvaldo Martínez Erazun                   | Clasificación individual      | 14.700  |         | 12.100            | 14.550  | 13.900           | 13.950     | 69.200        | 34th          |         |          |
| Mauro Martínez                            | Clasificación individual      | 14.450  | 14.250  |                   | 12.750  |                  |            | 41.450        | 51°           |         |          |
| Juan Sebastián Melchiori                  | Clasificación individual      |         | 14.100  | 12.600            |         | 13.250           | 12.300     | 52.250        | 45°           |         |          |
| Federico Molinari                         | Clasificación individual      | 15.300  | 13.700  | 13.100            | 14.450  | 12.900           | 13.400     | 82.850        | 12°           |         |          |
| Total por equipos Cuatro mejores puntajes | Concurso completo por equipos | 59.000  | 55.650  | 51.800            | 55.200  | 54.200           | 54.500     |               |               | 330.350 | 7°       |

Finales individuales
| Atletas                 | Evento                | Final  | Final  | Final             | Final   | Final            | Final      | Final  | Final    |
| Atletas                 | Evento                | Saltos | Suelo  | Caballo con arcos | Anillas | Barras paralelas | Barra fija | Total  | Posición |
| ----------------------- | --------------------- | ------ | ------ | ----------------- | ------- | ---------------- | ---------- | ------ | -------- |
| Federico Molinari       | Concurso completo     | 15.250 | 13.700 | 12.700            | 14.550  | 14.050           | 11.800     | 82.050 | 10°      |
| Federico Molinari       | Anillos               |        |        |                   | 13.975  |                  |            | 13.975 | 8°       |
| Nicolás Córdoba         | Concurso completo     | 14.150 | 13.700 | 12.200            | 13.550  | 13.200           | 14.500     | 81.300 | 12°      |
| Nicolás Córdoba         | Barra fija individual |        |        |                   |         |                  | 13.125     | 13.125 | 8°       |
| Osvaldo Martínez Erazun | Anillos individual    |        |        |                   | 14.400  |                  |            | 14.400 | 6°       |

#### Femenino
Clasificación individual y finales por equipo
| Atletas           | Evento                            | Aparato | Aparato | Aparato      | Aparato            | Clasificación | Clasificación | Final   | Final    |
| Atletas           | Evento                            | Salto   | Suelo   | Barras fijas | Barras asimétricas | Total         | Posición      | Total   | Posición |
| ----------------- | --------------------------------- | ------- | ------- | ------------ | ------------------ | ------------- | ------------- | ------- | -------- |
| Lucila Estarli    | Clasificación individual femenina | 13.725  | 12.375  | 12.625       | 10.475             | 49.200        | 32°           |         |          |
| Belén Stoffel     | Clasificación individual femenina | 13.050  | 11.600  | 11.150       | 10.800             | 46.600        | 39°           |         |          |
| Merlina Galera    | Clasificación individual femenina | 13.400  | 13.025  | 12.525       | 10.675             | 49.625        | 30°           |         |          |
| Agustina Estarli  | Clasificación individual femenina | 12.425  | 12.150  | 10.800       | 11.725             | 47.100        | 37°           |         |          |
| Total por equipos | Competencia por equipos           | 52.600  | 49.150  | 47.100       | 43.675             |               |               | 192.525 | 8°       |

Finales individuales
| Atletas        | Evento            | Final  | Final  | Final        | Final              | Final  | Final    |
| Atletas        | Evento            | Salto  | Suelo  | Barras fijas | Barras asimétricas | Total  | Posición |
| -------------- | ----------------- | ------ | ------ | ------------ | ------------------ | ------ | -------- |
| Merlina Galera | Concurso completo | 13.425 | 12.550 | 12.675       | 11.375             | 50.025 | 15th     |
| Lucila Estarli | Concurso completo | 13.700 | 12.225 | 12.775       | 10.650             | 49.350 | 16°      |

### Gimnasia rítmica
Dos mujeres clasificaron para representar a Argentina en los eventos de gimnasia rítmica en los Juegos Panamericanos de 2011.

#### Individual
| Atletas      | Evento                       | Final  | Final  | Final  | Final  | Final  | Final             |
| Atletas      | Evento                       | Aro    | Pelota | Pinos  | Cinta  | Total  | Posición          |
| ------------ | ---------------------------- | ------ | ------ | ------ | ------ | ------ | ----------------- |
| Darya Shara  | Concurso completo individual | 23.825 | 23.000 | 23.600 | 23.800 | 94.225 | 5°                |
| Darya Shara  | Aro                          | 23.900 |        |        |        | 23.900 | 6°                |
| Darya Shara  | Pelota                       |        | 22.700 |        |        | 22.700 | 8°                |
| Darya Shara  | Pino                         |        |        | 24.200 |        | 24.200 | 4°                |
| Darya Shara  | Cinta                        |        |        |        | 24.400 | 24.400 | 4°                |
| Ana Carrasco | Concurso completo individual | 23.525 | 23.575 | 21.600 | 23.600 | 92.300 | 8°                |
| Ana Carrasco | Aro                          | 24.075 |        |        |        | 24.075 | 5°                |
| Ana Carrasco | Pelota                       |        | 23.725 |        |        | 23.725 | 6°                |
| Ana Carrasco | Cinta                        |        |        |        | 24.600 | 24.600 | Medalla de bronce |

## Halterofilia
Argentina clasificó un total de cuatro atletas (dos hombres y dos mujeres).
| Atletas               | Evento            | Arrancada | Arrancada | Arrancada | Envión    | Envión    | Envión    | Total | Posición |
| Atletas               | Evento            | Intento 1 | Intento 2 | Intento 3 | Intento 1 | Intento 2 | Intento 3 | Total | Posición |
| --------------------- | ----------------- | --------- | --------- | --------- | --------- | --------- | --------- | ----- | -------- |
| Hugo Iván Catalán     | -69 kg masculino  | 125       | 125       | 130       | 156       | 162       | ---       | 286   | 7º       |
| Pedro Stetsiuk        | -105 kg masculino | 150       | 158       | 166       | 180       | 180       | 187       | 338   | 7º       |
| María Eugenia Cravero | -48 kg femenino   | 63        | 66        | 69        | 80        | 84        | 84        | 146   | 6º       |
| Malvina Soledad Verón | -53 kg femenino   | 72        | 76        | 76        | 93        | 98        | 98        | 165   | 6º       |

## Hockey sobre césped

### Masculino
| Equipo | Evento           | Fase de grupos   | Fase de grupos         | Fase de grupos  | Semifinales     | Final              |
| Equipo | Evento           | Partido 1        | Partido 2              | Partido 3       | Semifinales     | Final              |
| Equipo | Evento           | Rival Resultado  | Rival Resultado        | Rival Resultado | Rival Resultado | Rival Resultado    |
| --- | ---------------- | ---------------- | ---------------------- | --------------- | --------------- | ------------------ |
| - Tomás Argento - Ignacio Bergner - Federico Bermejillo - Manuel Brunet - Lucas Cammareri - Pedro Ibarra - Juan Martín López - Agustín Mazzilli - Matías Enrique Paredes - Lucas Rey - Lucas Rossi - Lucas Vila - Matías Vila - Rodrigo Vila - Juan Manuel Vivaldi - Fernando Zylberberg | Torneo masculino | México · G 8 - 0 | Estados Unidos G 2 - 0 | Cuba · G 10 - 1 | Chile · G 7 - 1 | Canadá · G 3 - 1 · |

### Femenino
| Equipo | Evento          | Fase de grupos             | Fase de grupos   | Fase de grupos    | Semifinales     | Final                      |
| Equipo | Evento          | Partido 1                  | Partido 2        | Partido 3         | Semifinales     | Final                      |
| Equipo | Evento          | Rival Resultado            | Rival Resultado  | Rival Resultado   | Rival Resultado | Rival Resultado            |
| --- | --------------- | -------------------------- | ---------------- | ----------------- | --------------- | -------------------------- |
| - Laura Aladro - Luciana Aymar - Noel Barrionuevo - Silvina D'Elia - Soledad García - Rosario Luchetti - Sofía Maccari - Delfina Merino - Carla Rebecchi - Macarena Rodríguez - Rocío Sánchez Moccia - Mariela Scarone - Daniela Sruoga - Josefina Sruoga - Belén Succi - Victoria Zuloaga | Torneo femenino | Trinidad y Tobago G 11 - 0 | Canadá · G 7 - 3 | Barbados G 19 - 0 | Chile · G 4 - 0 | Estados Unidos · P 2 - 4 · |

## Judo
Argentina clasificó a un total de 11 judocas.

### Masculino
| Atletas                | Evento            | Round de 16     | Cuartos de final     | Semifinales              | Final                    |                          |
| Atletas                | Evento            | Rival Resultado | Rival Resultado      | Rival Resultado          | Rival Resultado          |                          |
| ---------------------- | ----------------- | --------------- | -------------------- | ------------------------ | ------------------------ | ------------------------ |
| Alejandro Clara        | -73 kg masculino  |                 | L Mata G 003 - 001   | R Girones G 010 - 001    | B Silva · P 000 - 100 ·  |                          |
| Emmanuel Lucenti       | -81 kg masculino  |                 | A Valois P 001 - 100 | No avanzó (al repechaje) | No avanzó (al repechaje) |                          |
| Héctor Campos Bermúdez | -90 kg masculino  |                 | J Larsen P 010 - 100 | No avanzó (al repechaje) | No avanzó (al repechaje) |                          |
| Cristian Schmidt       | -100 kg masculino |                 | D Ochoa G 110 - 001  | O Despaigne P 001 - 010  | No avanzó (al repechaje) | No avanzó (al repechaje) |
| Orlando Baccino        | +100 kg masculino |                 | R Flores P 000 - 001 | No avanzó (al repechaje) | No avanzó (al repechaje) |                          |

Ronda de repechajes
| Atletas                | Evento            | Repechaje 1     | Repechaje 2         | Repechaje 3             | Final por el bronce         |
| Atletas                | Evento            | Rival Resultado | Rival Resultado     | Rival Resultado         | Rival Resultado             |
| ---------------------- | ----------------- | --------------- | ------------------- | ----------------------- | --------------------------- |
| Emmanuel Lucenti       | -81 kg masculino  |                 |                     | G Velazco G 100 - 000   | M Rodríguez · G 100 - 000 · |
| Héctor Campos Bermúdez | -90 kg masuclino  |                 |                     | R Romo P 000 - 100      | No avanzó                   |
| Cristian Schmidt       | -100 kg masculino |                 |                     |                         | C Santiago · G 100 - 001 ·  |
| Orlando Baccino        | +100 kg masculino |                 | E Acuna G 100 - 000 | A Turner Jr P 000 - 102 | No avanzó                   |

### Femenino
| Atletas                 | Evento          | Round de 16                    | Cuartos de final                   | Semifinales                     | Final                                     |
| Atletas                 | Evento          | Rival Resultado                | Rival Resultado                    | Rival Resultado                 | Rival Resultado                           |
| ----------------------- | --------------- | ------------------------------ | ---------------------------------- | ------------------------------- | ----------------------------------------- |
| Paula Pareto            | -48 kg femenino | Lesly Carolyn Cano G 110 - 000 | Luz Adiela Álvarez G 002 - 000 S2  | Edna Carrillo G 113 S3 - 010 S2 | Dayaris Rosa Mestre · G 110 S2 - 001 S1 · |
| Oritia González         | -52 kg femenino |                                | Anrriquelys Barrios G 011 - 000 S3 | Erika Miranda P 000 S1 - 100 S1 | No avanzó (al repechaje)                  |
| Melissa Milka Rodríguez | -57 kg femenino |                                | H Carmichael G 100 - 000           | Y Lupetey P 000 - 111           | No avanzó (al repechaje)                  |
| Mariana Soledad López   | -63 kg femenino | J García P 001 - 002           | No avanzó                          | No avanzó                       | No avanzó                                 |
| Lorena Briceno          | -78 kg femenino |                                | M Nolberto G 002 - 001             | C Roberge P 000 - 100           | No avanzó (al repechaje)                  |
| Samantha Kessler        | +78 kg femenino |                                | V Zambotti P 000 - 111             | No avanzó (al repechaje)        | No avanzó (al repechaje)                  |

Ronda de repechajes
| Atletas                 | Evento          | Repechaje 1     | Repechage 2     | Repechaje 3          | Final por el bronce                  |
| Atletas                 | Evento          | Rival Resultado | Rival Resultado | Rival Resultado      | Rival Resultado                      |
| ----------------------- | --------------- | --------------- | --------------- | -------------------- | ------------------------------------ |
| Oritia González         | -52 kg femenino |                 |                 |                      | Yulieth Sánchez P 010 S4 - 100 S1 GS |
| Melissa Milka Rodríguez | -57 kg femenino |                 |                 |                      | J Melancon P 000 - 100               |
| Lorena Briceno          | -78 kg femenino |                 |                 |                      | M Da Silva P 0 - 100                 |
| Samantha Kessler        | +78kg femenino  |                 |                 | E O'Rourke P 0 - 101 | No avanzó                            |

## Karate
| Franco Recouso         | +84kg masculino | W Barbosa P 1 - 2   | J Merino P 0 - 1   | A Aponte P 0 - 1      | No avanzó | No avanzó | No avanzó | No avanzó | No avanzó | No avanzó | No avanzó |
| María Virginia Acevedo | -61kg femenino  | M Verspaget P 1 - 5 | A Montilla P 0 - 2 | B Gutiérrez P 0 - 4   | No avanzó | No avanzó | No avanzó | No avanzó | No avanzó | No avanzó | No avanzó |
| Perla Salazar          | +68kg femenino  | X Caballero P 0 - 2 | R Zavala G 2 - 1   | M Castellanos P 0 - 6 | No avanzó | No avanzó | No avanzó | No avanzó | No avanzó | No avanzó | No avanzó |

## Lucha
Argentina clasificó a cinco luchadores.

### Masculino
Libre
| Fernando Iglesias | -60kg masculino libre | N García G 3 - 1  | G Torres P 0 - 5 | L Portillo G 3 - 0 | DQ        |           |           |           |           |
| Fernando Carranza | -66kg masculino libre | E Fuentes P 0 - 4 | No avanzó        | No avanzó          | No avanzó | No avanzó | No avanzó | No avanzó | No avanzó |

1. ↑  El argentino Fernando Iglesias perdió la medalla de bronce en lucha libre categoría de 60 kg por dar positivo en casos de dopaje, la medalla fue asignada al salvadoreño Luis Portillo (fuente).

Lucha grecorromana
| Atletas    | Evento                       | Cuartos de final | Semifinales      | Final             | Posición          |
| Atletas    | Evento                       | Rival Resultado  | Rival Resultado  | Rival Resultado   | Posición          |
| ---------- | ---------------------------- | ---------------- | ---------------- | ----------------- | ----------------- |
| Yuri Maier | -96kg masculino grecorromana | K Jarvis G 3 - 1 | R Angulo P 0 - 3 | R Lambert G 5 - 0 | Medalla de bronce |

### Femenino
Libre
| Atletas           | Evento               | Ronda de 16       | Cuartos de final   | Semifinales       | Final                                                    | Posición          |
| Atletas           | Evento               | Rival Resultado   | Rival Resultado    | Rival Resultado   | Rival Resultado                                          | Posición          |
| ----------------- | -------------------- | ----------------- | ------------------ | ----------------- | -------------------------------------------------------- | ----------------- |
| Patricia Bermúdez | -48kg femenino libre | I Medrano G 3 - 0 | C Huynh P 1 - 3    |                   | Lucha por la medalla de bronce: L Valverde G 3 - 1       | Medalla de bronce |
| Luz Vázquez       | -63kg femenino libre |                   | J Bouchard G 3 - 0 | K Vidiaux P 0 - 5 | Lucha por la medalla de bronce: V Torres Batista G 3 - 0 | Medalla de bronce |

## Natación

### Masculino
| 50 m libres                  | Lucas del Piccolo                                               | 23.02    | 10° | No avanzó | No avanzó         | No avanzó | No avanzó | No avanzó | No avanzó | No avanzó |
| 50 m libres                  | Federico Grabich                                                | 22.87    | 7°  | 22.97     | 8°                |           |           |           |           |           |
| 100 m libres                 | Federico Grabich                                                | 50.20    | 9°  | No avanzó | No avanzó         | No avanzó | No avanzó | No avanzó | No avanzó | No avanzó |
| 200 m libres                 | Federico Grabich                                                | 1:55.90  | 19° | No avanzó | No avanzó         | No avanzó | No avanzó | No avanzó | No avanzó | No avanzó |
| 400m libres                  | Martín Naidich                                                  | 3:56.81  | 3°  | 3:56.77   | 7°                |           |           |           |           |           |
| 400m libres                  | Juan Martín Pereyra                                             | 3:58.10  | 6°  | 3:52.71   | 4°                |           |           |           |           |           |
| 1500 m libres                | Martín Naidich                                                  | 15:49.51 | 7°  | 15:46.98  | 7°                |           |           |           |           |           |
| 1500 m libres                | Juan Martín Pereyra                                             | 15:40.44 | 5°  | 15:26.20  | Medalla de bronce |           |           |           |           |           |
| 100 m espalda                | Federico Grabich                                                | 56.00    | 5°  | 55.22     | 5°                |           |           |           |           |           |
| 100 m pecho                  | Rodrigo Frutos                                                  | 1:04.34  | 13° | No avanzó | No avanzó         | No avanzó | No avanzó | No avanzó | No avanzó | No avanzó |
| 100 m pecho                  | Lucas Peralta                                                   | 1:03.40  | 10° | No avanzó | No avanzó         | No avanzó | No avanzó | No avanzó | No avanzó | No avanzó |
| 200 m pecho                  | Lucas Peralta                                                   | 2:24.04  | 11° | No avanzó | No avanzó         | No avanzó | No avanzó | No avanzó | No avanzó | No avanzó |
| 200 m pecho                  | Rodrigo Frutos                                                  | 2:24.51  | 12° | No avanzó | No avanzó         | No avanzó | No avanzó | No avanzó | No avanzó | No avanzó |
| 100 m mariposa               | Marcos Barale                                                   | 55.31    | 14° | No avanzó | No avanzó         | No avanzó | No avanzó | No avanzó | No avanzó | No avanzó |
| 200 m mariposa               | Andrés González                                                 | 2:05.29  | 12° | No avanzó | No avanzó         | No avanzó | No avanzó | No avanzó | No avanzó | No avanzó |
| 400m combinado individual    | Esteban Paz                                                     | 4:34.08  | 6°  | 4:37.67   | 8°                |           |           |           |           |           |
| Relevos 4x200 libre          | Federico Grabich Esteban Paz Martín Naidich Juan Martín Pereyra | 7:54.27  | 6°  | 7:36.37   | 4°                |           |           |           |           |           |
| Relevos 4x100 libre          | Federico Grabich Lucas Peralta Marcos Barale Lucas del Piccolo  | 3:51.18  | 4°  | 3:44.51   | Medalla de bronce |           |           |           |           |           |
| Maratón 10 km aguas abiertas | Guillermo Bértola                                               |          |     | 1:57:33.9 | Medalla de bronce |           |           |           |           |           |
| Maratón 10 km aguas abiertas | Damián Blaum                                                    |          |     | 2:05:00.5 | 11°               |           |           |           |           |           |

### Femenino
| 50 m libres                  | Nadia Colovini                                                     | 26.04   | 7°  | 26.08     | 7°             |           |           |           |           |           |
| 100 m libres                 | Nadia Colovini                                                     | 56.66   | 6°  | 56.53     | 8°             |           |           |           |           |           |
| 200 m libres                 | Virginia Bardach                                                   | 2:05.99 | 9°  | No avanzó | No avanzó      | No avanzó | No avanzó | No avanzó | No avanzó | No avanzó |
| 400m libres                  | Cecilia Biagioli                                                   | 4:16.96 | 5°  | 4:15.41   | 5°             |           |           |           |           |           |
| 400m libres                  | Virginia Bardach                                                   | 4:30.23 | 15° | No avanzó | No avanzó      | No avanzó | No avanzó | No avanzó | No avanzó | No avanzó |
| 800 m libres                 | Virginia Bardach                                                   | 9:10.06 | 11° | No avanzó | No avanzó      | No avanzó | No avanzó | No avanzó | No avanzó | No avanzó |
| 100 m espalda                | Cecilia Bertoncello                                                | 1:04.53 | 9°  | No avanzó | No avanzó      | No avanzó | No avanzó | No avanzó | No avanzó | No avanzó |
| 100 m espalda                | Florencia Perotti                                                  | 1:04.94 | 11° | No avanzó | No avanzó      | No avanzó | No avanzó | No avanzó | No avanzó | No avanzó |
| 200 m espalda                | Florencia Perotti                                                  | 2:24.78 | 12º | No avanzó | No avanzó      | No avanzó | No avanzó | No avanzó | No avanzó | No avanzó |
| 100 m pecho                  | Mijal Asís                                                         | 1:14.71 | 17° | No avanzó | No avanzó      | No avanzó | No avanzó | No avanzó | No avanzó | No avanzó |
| 100 m pecho                  | Julia Sebastián                                                    | 1:12.88 | 8°  | 1:12.60   | 8°             |           |           |           |           |           |
| 200 m pecho                  | Mijal Asís                                                         | 2:35.85 | 8°  | 2:35.21   | 8°             |           |           |           |           |           |
| 200 m pecho                  | Julia Sebastián                                                    | 2:35.12 | 6°  | 2:32.74   | 6°             |           |           |           |           |           |
| 100 m mariposa               | Cecilia Bertoncello                                                | 1:03.31 | 12° | No avanzó | No avanzó      | No avanzó | No avanzó | No avanzó | No avanzó | No avanzó |
| 200 m combinado individual   | Georgina Bardach                                                   | 2:20.57 | 5°  | 2:22.65   | 7°             |           |           |           |           |           |
| 200 m combinado individual   | Julia Arino                                                        | 2:23.74 | 10° | No avanzó | No avanzó      | No avanzó | No avanzó | No avanzó | No avanzó | No avanzó |
| 400m combinado individual    | Georgina Bardach                                                   | 4:57.58 | 4°  | 4:53.81   | 5°             |           |           |           |           |           |
| 400m combinado individual    | Julia Arino                                                        | 5:06.78 | 9°  | No avanzó | No avanzó      | No avanzó | No avanzó | No avanzó | No avanzó | No avanzó |
| Relevos 4x100 libre          | Virginia Bardach Florencia Perotti Nadia Colovini Cecilia Biagioli | 3:58.61 | 7°  | 3:51.90   | 6°             |           |           |           |           |           |
| Relevos 4x200 libre          | Georgina Bardach Julia Arino Nadia Colovini Virginia Bardach       | 9:09.18 | 7°  | 8:38.96   | 6°             |           |           |           |           |           |
| Relevos 4x100 combinado      | Florencia Perotti Julia Sebastián Nadia Colovini Georgina Bardach  | 4:27.43 | 7°  | 4:16.18   | 5°             |           |           |           |           |           |
| Maratón 10 km aguas abiertas | Cecilia Biagioli                                                   |         |     | 2:04:11.5 | Medalla de oro |           |           |           |           |           |
| Maratón 10 km aguas abiertas | Pilar Geijo                                                        |         |     | 2:07:00.2 | 10°            |           |           |           |           |           |

## Natación sincronizada
Argentina clasificó a un dúo y a un equipo para competir en estos juegos.
| Atletas | Evento                  | Rutina técnica | Rutina técnica | Rutina libre (Final) | Rutina libre (Final) | Rutina libre (Final) | Rutina libre (Final) |
| Atletas | Evento                  | Puntos         | Posición       | Puntos               | Posición             | Puntos totales       | Posición             |
| --- | ----------------------- | -------------- | -------------- | -------------------- | -------------------- | -------------------- | -------------------- |
| Etel Sánchez Sofía Sánchez                                                                                                 | Competencia por dúos    | 39.488         | 6º             | 39.750               | 6º                   | 79.238               | 6º                   |
| Florencia Arce Irina Bandurek Sofía Boasso Sofía Ferrer Maite Guraya Brenda Moller Etel Sánchez Sofía Sánchez Lucina Simón | Competencia por equipos | 76.375         | 6º             | 76.363               | 6º                   | 152.738              | 6º                   |

## Patinaje

### Masculino
Carrera
| Atletas            | Evento                                   | Clasificación | Clasificación | Final     | Final             |
| Atletas            | Evento                                   | Resultado     | Posición      | Resultado | Posición          |
| ------------------ | ---------------------------------------- | ------------- | ------------- | --------- | ----------------- |
| Juan Cruz Araldi   | 300m contrarreloj                        |               |               | 25.703    | Medalla de bronce |
| Ezequiel Capellano | 1 000m masculino                         | 1:27.949      | 2°            | 1:25.973  | Medalla de plata  |
| Ezequiel Capellano | 10 000m eliminación por puntos masculino |               |               | 19        | Medalla de plata  |

Artístico
| Atleta         | Evento      | Programa corto | Programa corto | Programa largo | Programa largo   |
| Atleta         | Evento      | Resultado      | Posición       | Resultado      | Posición         |
| -------------- | ----------- | -------------- | -------------- | -------------- | ---------------- |
| Daniel Arriola | Patín libre | 123.70         | 2°             | 129.80         | Medalla de plata |

### Femenino
Carrera
| Atletas                  | Evento                                  | Clasificación | Clasificación | Final     | Final             |
| Atletas                  | Evento                                  | Resultado     | Posición      | Resultado | Posición          |
| ------------------------ | --------------------------------------- | ------------- | ------------- | --------- | ----------------- |
| María Victoria Rodríguez | 300m contrarreloj                       |               |               | 27.491    | 4°                |
| Melisa Bonnet            | 1 000m femenino                         | 1:38.512      | 7°            | 1:35.439  | Medalla de bronce |
| Melisa Bonnet            | 10 000m eliminación por puntos femenino |               |               | 23        | Medalla de plata  |

Artístico
| Atleta          | Evento      | Programa corto | Programa corto | Programa largo | Programa largo |
| Atleta          | Evento      | Resultado      | Posición       | Resultado      | Posición       |
| --------------- | ----------- | -------------- | -------------- | -------------- | -------------- |
| Elizabeth Soler | Patín libre | 128.50         | 1°             | 129.30         | Medalla de oro |

## Pelota vasca

### Masculino
| Facundo Andreasen Sergio Villegas          | Trinquete Pelota de goma        | C Buzzo E Cazzola G 15 - 4, 15 - 3   | A Raya G Verdeja G 15 - 6, 15 - 9            | J Pina J Zarraga G 15 - 4, 15 - 4    | S De Orte E Romero G 15 - 3, 15 - 6           | C Buzzo E Cazzola G 15 - 4, 15 - 3                                           | Medalla de oro    |           |           |           |           |           |
| Cristian Algarbe Jorge Villegas            | Trinquete Pelota de cuero       | P Baldizan G Dufau G 15 - 7, 15 - 12 | J Herrera J Marin G 15 - 4, 15 - 8           | S Pérez R Saez G 16 - 3, 15 - 10     | F Fernández A Jardines G 15 - 8, 15 - 5       | P Baldizan G Dufau G 15 - 7, 15 - 13                                         | Medalla de oro    |           |           |           |           |           |
| Luis Maidana                               | Trinquete Mano individual       | R Etchevers P 2 - 15, 7 - 15         |                                              |                                      |                                               | Partido por la medalla de bronce R Etchevers P 1 - 15, 1 - 15                | 4º                |           |           |           |           |           |
| Luciano Callerelli Carlos Dorato           | Frontón de 36 m Pelota de cuero | J Borrajo G Reyes G 15 - 9, 15 - 11  | R Ledesma F Mendiburu P 2 - 15, 2 - 15       | L Rivas E Tavares G 15 - 4, 15 - 13  | R Fernández A Pérez G 11 - 15, 15 - 14, 5 - 0 | Partido por la medalla de bronce J Borrajo G Reyes G 15 - 10, 15 - 4         | Medalla de bronce |           |           |           |           |           |
| Nicolás Comas                              | Frontón de 36 m Mano parejas    | R Huarte P 1 - 10, 1 - 10            |                                              |                                      |                                               | No avanzó                                                                    | No avanzó         | No avanzó | No avanzó | No avanzó | No avanzó | No avanzó |
| Axel Raúl Mikkan Lucas Varrone             | Frontón de 36 m Mano parejas    | J Huarte T Huarte P 1 - 10, 1 - 10   |                                              |                                      |                                               | No avanzó                                                                    | No avanzó         | No avanzó | No avanzó | No avanzó | No avanzó | No avanzó |
| Fernando Gabriel Ergueta Javier Nicosia    | Frontón de 30 m Pelota de goma  | E Blas J Blas G 12 - 1, 12 - 1       | F Celaya P De Orte G 12 - 2, 12 - 4          | T Fernández J López G 12 - 1, 12 - 0 | O Bustillo V Bustillo G 12 - 0, 12 - 1        | J Hurtado D Rodríguez G 12 - 11, 12 - 8                                      | Medalla de oro    |           |           |           |           |           |
| Jorge Maximiliano Alberdi Alexis Clementín | Frontón de 30 m Frontenis       | A Rodríguez P 0 - 12, 2 - 12         | I Trucco F Versluys G 12 - 9, 11 - 12, 5 - 2 | D Delgado R Tejeda P 6 - 12, 10 - 12 | D Alonso C Arocha P 10 - 12, 7 - 12           | Partido por la medalla de bronce D Delgado R Tejeda G 8 - 12, 12 - 11, 5 - 1 | Medalla de bronce |           |           |           |           |           |

### Femenino
| Atletas                                | Evento                    | Serie 1                               | Serie 2                                      | Serie 3                                   | Serie 4                            | Final                                                                   | Posición          |
| Atletas                                | Evento                    | Rival Resultado                       | Rival Resultado                              | Rival Resultado                           | Rival Resultado                    | Rival Resultado                                                         | Posición          |
| -------------------------------------- | ------------------------- | ------------------------------------- | -------------------------------------------- | ----------------------------------------- | ---------------------------------- | ----------------------------------------------------------------------- | ----------------- |
| María Lis García Verónica Andrea Stele | Trinquete Pelota de goma  | M Miranda C Naviliat G 15 - 5, 15 - 5 | A Cepeda R Guillen G 14 - 15, 15 - 14, 5 - 3 | D Apablaza Z Solas G 15 - 6, 15 - 1       | Y Allue D Darriba G 15 - 3, 15 - 3 | M Miranda C Naviliat G 15 - 9, 15 - 6                                   | Medalla de oro    |
| Irina Podversich Johanna Stefanía Zair | Frontón de 30 m Frontenis | R Diaz P Toro P 7 - 12, 4 - 12        | P Castillo G Hernández P 0 - 12, 3 - 12      | N Bozzo A Salgado G 12 - 9, 9 - 12, 5 - 2 | L Lima Y Medina P 7 - 12, 3 - 12   | Partido por la medalla de bronce R Diaz P Toro G 10 - 12, 12 - 7, 5 - 3 | Medalla de bronce |

## Pentatlón moderno
Argentina clasificó un total de cuatro pentatletas (dos hombres y dos mujeres) para competir en las competiciones 

### Masculino
| Atleta            | Esgrima (espada a un toque) | Esgrima (espada a un toque) | Esgrima (espada a un toque) | Natación (200 m libres) | Natación (200 m libres) | Natación (200 m libres) | Ecuestre (Saltos) | Ecuestre (Saltos) | Ecuestre (Saltos) | Combinado | Combinado | Combinado | Puntos totales | Posición final |
| Atleta            | Resultados (G-P)            | Posición                    | Puntos                      | Tiempo                  | Posición                | Puntos                  | Penalidades       | Posición          | Puntos            | Tiempo    | Posición  | Puntos    | Puntos totales | Posición final |
| ----------------- | --------------------------- | --------------------------- | --------------------------- | ----------------------- | ----------------------- | ----------------------- | ----------------- | ----------------- | ----------------- | --------- | --------- | --------- | -------------- | -------------- |
| Sergio Villamayor | 14 G - 10 P                 | 10°                         | 880                         | 2:25.48                 | 22°                     | 1056                    | 0                 | 1°                | 1200              | 12:33.54  | 17°       | 1988      | 5124           | 16°            |
| Emmanuel Zapata   | 14 G - 10 P                 | 7°                          | 892                         | 2:09.98                 | 7°                      | 1244                    | 0                 | 5°                | 1200              | 11:25.58  | 7°        | 2256      | 5592           | 5°             |

### Femenino
| Atleta        | Esgrima (espada a un toque) | Esgrima (espada a un toque) | Esgrima (espada a un toque) | Natación (200 m libres) | Natación (200 m libres) | Natación (200 m libres) | Ecuestre (Saltos) | Ecuestre (Saltos) | Ecuestre (Saltos) | Combinado | Combinado | Combinado | Puntos totales | Posición final |
| Atleta        | Resultados (G-P)            | Posición                    | Puntos                      | Tiempo                  | Posición                | Puntos                  | Penalidades       | Posición          | Puntos            | Tiempo    | Posición  | Puntos    | Puntos totales | Posición final |
| ------------- | --------------------------- | --------------------------- | --------------------------- | ----------------------- | ----------------------- | ----------------------- | ----------------- | ----------------- | ----------------- | --------- | --------- | --------- | -------------- | -------------- |
| Ayelén Zapata | 10 G - 22 P                 | 16°                         | 664                         | 2:37.97                 | 16°                     | 908                     | 20                | 5°                | 1180              | 14:23.84  | 13°       | 1548      | 4180           | 13°            |
| Pamela Zapata | 19 G - 13 P                 | 5°                          | 916                         | 2:33.34                 | 13°                     | 960                     | 28                | 6°                | 1172              | 13:46.53  | 8°        | 1696      | 4744           | 8°             |

## Raquetbol
Argentina clasificó tres atletas varones y tres mujeres para competir en el raquetbol de estos juegos.

### Masculino
| Daniel Maggi Shai Manzuri | Dobles masculino | De Leon Pérez G 15 - 11, 15 - 11 Banegas Cruz G 15 - 12, 15 - 9 Landeryou Odegard P 10 - 15, 5 - 15 |                                    | C Crowther S Vanderson P 9 - 15, 6 - 15 | No avanzó | No avanzó | No avanzó | No avanzó | No avanzó | No avanzó | No avanzó |
| Daniel Maggi Shai Manzuri | Equipo masculino | | Costa Rica · G 2 - 0, 1 - 2, 2 - 0 | México · P 0 - 2, 0 - 2                 | No avanzó | No avanzó | No avanzó | No avanzó | No avanzó | No avanzó | No avanzó |

### Femenino
| Veronique Guillemette               | Individual femenino | Saunders P 2 - 15, 8 - 15 Daza P 14 - 15, 10 - 15 Paredes G 15 - 9, 15 - 10 | Tobon P 0 - 15, 0 - 15 | No avanzó                      | No avanzó | No avanzó | No avanzó | No avanzó | No avanzó | No avanzó |           |
| Veronique Guillemette Dafne Macrino | Dobles femenino     | Loma Daza P 4 - 15, 9 - 15 Maitre Jacobson G 15 - 10, 15 - 0                |                        | Grisar Munoz P 12 - 15, 6 - 15 | No avanzó | No avanzó | No avanzó | No avanzó | No avanzó | No avanzó | No avanzó |
| Veronique Guillemette Dafne Macrino | Equipo femenino     | Venezuela · P 2 - 0, 0 - 2, 1 - 2                                           | No avanzó              | No avanzó                      | No avanzó | No avanzó | No avanzó | No avanzó | No avanzó |           |           |

## Remo

### Masculino
| Cristian Rosso | Un par de remos cortos                      | 7:36.93 | 8° | 7:16.07 | 1° | 7:15.91      | 5°                |              |              |              |              |              |
| Cristian Rosso Ariel Suárez | Doble par de remos cortos                   | 6:50.94 | 3° |         |    | 6:26.55      | Medalla de oro    |              |              |              |              |              |
| Mario Cejas Miguel Mayol | Doble par de remos cortos peso ligero       | 6:56.42 | 7° | 6:46.87 | 2° | 6:36.79      | 6°                |              |              |              |              |              |
| Alejandro Cucchietti Santiago Fernández Cristian Rosso Ariel Suárez                                                                   | Cuatro pares de remos cortos                | 6:15.62 | 2° |         |    | 5:51.20      | Medalla de oro    |              |              |              |              |              |
| Sebastián Claus Diego López | Dos remos largos                            | 6:47.82 | 4° | 7:17.17 | 3° | No clasificó | No clasificó      | No clasificó | No clasificó | No clasificó | No clasificó | No clasificó |
| Sebastián Fernández Joaquín Iwan Rodrigo Murillo Agustín Silvestro                                                                    | Cuatro remos largos sin timonel             | 6:07.13 | 1° |         |    | 6:04.41      | Medalla de oro    |              |              |              |              |              |
| Nicolai Fernández Diego Gallina Carlo Lauro Pablo Mahnic                                                                              | Cuatro remos largos sin timonel peso ligero | 6:06.62 | 1° |         |    | 6:06.21      | Medalla de plata  |              |              |              |              |              |
| Sebastián Claus Sebastián Fernández Joel Infante Joaquín Iwan Diego López Rodrigo Murillo Ariel Suárez Nicolás Silvestro Mariano Sosa | Ocho remos largos con timonel               | 6:17.73 | 4° |         |    | 5:41.77      | Medalla de bronce |              |              |              |              |              |

### Femenino
| Atletas                                                          | Evento                                | Preliminar | Preliminar | Repechaje | Repechaje | Final   | Final            |
| Atletas                                                          | Evento                                | Tiempo     | Posición   | Tiempo    | Posición  | Tiempo  | Posición         |
| ---------------------------------------------------------------- | ------------------------------------- | ---------- | ---------- | --------- | --------- | ------- | ---------------- |
| María Gabriela Best                                              | Un par de remos cortos                | 7:54.05    | 2°         |           |           | 7:55.55 | Medalla de plata |
| Déborah Lince                                                    | Un par de remos cortos peso ligero    | 8:48.33    | 6°         | 8:11.15   | 3°        | 8:07.63 | 5°               |
| Milka Kraljev María Clara Rohner                                 | Doble par de remos cortos             | 7:33.23    | 4°         | 8:20.65   | 4°        | 7:22.10 | 6°               |
| Sofía Esteras Carolina Schiffmacher                              | Doble par de remos cortos peso ligero | 7:33.90    | 4°         |           |           | 7:24.05 | 4°               |
| Laura Abalo María Gabriela Best Milka Kraljev María Clara Rohner | Cuatro pares de remos cortos          | 7:00.86    | 2°         |           |           | 6:34.46 | Medalla de oro   |
| Laura Abalo María Gabriela Best                                  | Dos remos largos sin timonel          | 7:36.22    | 2°         |           |           | 7:24.57 | Medalla de oro   |

## Rugby 7
| Atletas | Evento           | Ronda preliminar  | Ronda preliminar | Ronda preliminar    | Cuartos de final | Semifinales        | Final              | Posición         |
| Atletas | Evento           | Rival Resultado   | Rival Resultado  | Rival Resultado     | Rival Resultado  | Rival Resultado    | Rival Resultado    | Posición         |
| --- | ---------------- | ----------------- | ---------------- | ------------------- | ---------------- | ------------------ | ------------------ | ---------------- |
| - Gabriel Ascárate - Santiago Bottini - Nicolás Bruzzone - Francisco Cuneo - Gonzalo Gutiérrez Taboada - Joaquín Luccheti - Francisco Merello - Manuel Montero - Ramiro Moyano - Javier Ortega - Diego Palma - Gastón Revol | Torneo masculino | México · G 26 - 5 | Guyana G 40 - 0  | Uruguay · G 26 - 10 | Chile · G 21 - 5 | Uruguay · G 17 - 5 | Canadá · P 24 - 26 | Medalla de plata |

## Sóftbol
Equipo
| - María Althabe - María Angeletti - Florencia Aranda - Ana Sofía Bollea - Andrea Brito - Mariana Carrizo | - Magalí Frezzotti - Aldana Gómez - Natalia Jiménez - María Mallaviabarrena - Paula Morbelli - María Olheiser | - Bárbara Perna - María Pividori - Virginia Sciuto - María Vega - Carla Villalva |

Resultados y tabla
| Posición | Equipo               | V | D | RS | RA |
| -------- | -------------------- | - | - | -- | -- |
| 1        | Estados Unidos       | 7 | 0 | 54 | 6  |
| 2        | Cuba                 | 5 | 2 | 28 | 13 |
| 3        | Venezuela            | 5 | 2 | 31 | 20 |
| 4        | Canadá               | 5 | 2 | 46 | 23 |
| 5        | República Dominicana | 2 | 5 | 22 | 37 |
| 6        | México               | 2 | 5 | 18 | 37 |
| 7        | Puerto Rico          | 2 | 5 | 27 | 42 |
| 8        | Argentina            | 0 | 7 | 4  | 59 |

| Rival 1        | Puntaje | Rival 2              | Resultado |
| -------------- | ------- | -------------------- | --------- |
| Argentina      | 0-7     | Cuba                 | Derrota   |
| Venezuela      | 8-1     | Argentina            | Derrota   |
| Canadá         | 11-0    | Argentina            | Derrota   |
| Argentina      | 1-11    | República Dominicana | Derrota   |
| Puerto Rico    | 10-0    | Argentina            | Derrota   |
| México         | 4-2     | Argentina            | Derrota   |
| Estados Unidos | 8-0     | Argentina            | Derrota   |

- Posición final: 8º puesto

## Squash
Argentina clasificó seis atletas para competir en todas las modalidades tanto en hombres como en mujeres.

### Masculino
| Hernán D'Arcangelo                   | Individual masculino |  | A Escudero G 13-11, 11-4, 11-3 | M Rodríguez P 7-11, 7-11, 9-11 | No avanzó                                | No avanzó                       | No avanzó | No avanzó         | No avanzó | No avanzó | No avanzó |           |
| Gonzalo Miranda                      | Individual masculino |  |                                | A Duany G 11-4, 11-7, 11-3     | M Rodríguez P 13-15, 3-11, 2-11          | No avanzó                       | No avanzó | No avanzó         | No avanzó | No avanzó | No avanzó | No avanzó |
| Hernán D'Arcangelo Robertino Pezzota | Dobles masculino     |  |                                |                                | V De Lima R Fernandes G 8-11, 11-9, 11-5 | A Salazar E Gálvez P 4-11, 6-11 | No avanzó | Medalla de bronce |           |           |           |           |

| Hernán D'Arcangelo Robertino Pezzota Gonzalo Miranda | Equipo masculino | Perú · G 0-3, 3-0, 3-1 | Paraguay G 3-1, 3-2, 3-0 | Brasil · P 1-3, 1-3, 2-3 | Estados Unidos P 2-3, 0-3 | No avanzó | No avanzó | No avanzó | No avanzó | No avanzó | No avanzó | No avanzó |

### Femenino
| Antonella Falcione                   | Individual femenino |  | W Bonilla G 11-6, 11-3, 11-1 | N Fernandes P 8-11, 6-11, 7-11 | No avanzó                            | No avanzó | No avanzó | No avanzó | No avanzó | No avanzó | No avanzó |           |
| Cecilia Cerquetti                    | Individual femenino |  |                              | S Cornett P 5-11, 3-11, 3-11   | No avanzó                            | No avanzó | No avanzó | No avanzó | No avanzó | No avanzó | No avanzó |           |
| Cecilia Cerquetti Antonella Falcione | Dobles femenino     |  |                              |                                | S Terán N Hernández P 7 - 11, 5 - 11 | No avanzó | No avanzó | No avanzó | No avanzó | No avanzó | No avanzó | No avanzó |

| Cecilia Cerquetti Antonella Falcione Fernanda Rocha | Equipo femenino | México · P 0 - 3, 0 - 3, 0 - 3 | Estados Unidos P 1 - 3, 0 - 3, 3 - 2 | Brasil · P 2 - 3, 2 - 3, 1 - 3 | No avanzó | No avanzó | No avanzó | No avanzó | No avanzó | No avanzó | No avanzó |

## Taekwondo

### Masculino
| Leandro García       | -68kg masculino | P López P 3 - 4      | No clasificó   | No clasificó        | No clasificó       | No clasificó   | No clasificó | No clasificó | No clasificó |
| Sebastián Crismanich | -80kg masculino | M Rodríguez G 12 - 0 | S Michaud G KO | S Solorzano G 8 - 1 | C Vásquez G 12 - 9 | Medalla de oro |              |              |              |
| Martín Sio           | +80kg masculino | S Pérez P 6 - 7      | No clasificó   | No clasificó        | No clasificó       | No clasificó   | No clasificó | No clasificó | No clasificó |

### Femenino
| Débora Hait     | -57kg femenino | E Cartagena P 2 - 5 | No clasificó       | No clasificó | No clasificó | No clasificó | No clasificó | No clasificó | No clasificó |              |
| Verónica Tajes  | -67kg femenino | K Dumar P 0 - 11    | No clasificó       | No clasificó | No clasificó | No clasificó | No clasificó | No clasificó | No clasificó |              |
| Natalia Forcada | +67kg femenino |                     | N Martínez P 1 - 8 | No clasificó | No clasificó | No clasificó | No clasificó | No clasificó | No clasificó | No clasificó |

## Tenis
Argentina clasificó un total de seis tenistas, obteniendo la cuota máxima posible. (tres hombres y tres mujeres).

### Masculino
| Facundo Argüello                 | Individual masculino | D Garza P 2 - 6, 6 - 4, 5 - 7 | No avanzó                                | No avanzó | No avanzó | No avanzó | No avanzó | No avanzó | No avanzó |           |
| Eduardo Schwank                  | Individual masculino | M Arevalo P 4 - 6, 1 - 6      | No avanzó                                | No avanzó | No avanzó | No avanzó | No avanzó | No avanzó | No avanzó |           |
| Horacio Zeballos                 | Individual masculino | I Miranda P 3 - 6, 4 - 6      | No avanzó                                | No avanzó | No avanzó | No avanzó | No avanzó | No avanzó | No avanzó |           |
| Eduardo Schwank Horacio Zeballos | Dobles masculino     |                               | J Benítez DA López P 4 - 6, 6 - 2 [8-10] | No avanzó | No avanzó | No avanzó | No avanzó | No avanzó | No avanzó | No avanzó |

### Femenino
| Mailen Auroux                     | Individual femenino | A Pérez P 3-6, 7-5, 0-6       | No avanzó            | No avanzó                        | No avanzó                           | No avanzó                           | No avanzó      | No avanzó | No avanzó |
| María Irigoyen                    | Individual femenino | V Cepede Royg P 2-6, 6-3, 2-6 | No avanzó            | No avanzó                        | No avanzó                           | No avanzó                           | No avanzó      | No avanzó | No avanzó |
| Florencia Molinero                | Individual femenino | M Díaz G 6-1, 7(2)-6          | I Robiani G 6-3, 6-1 | J Roland G 6-4, 6-2              | I Falconi P 3-6, 4-6                | C McHale P 1-6, 1-6                 | 4°             |           |           |
| María Irigoyen Florencia Molinero | Dobles femenino     |                               |                      | MF Álvarez N Zeballos G 7-5, 6-4 | C Castaño M Duque G 3-6, 6-1, 12-10 | I Falconi C McHale G 6-4, 2-6, 10-6 | Medalla de oro |           |           |

### Dobles mixto
| Facundo Argüello Mailen Auroux | Dobles mixto | G Dabrowski C Klingemann G 7 - 6, 6 - 3 | R Recarte A Pérez P 6-4, 1-6 [8-10] | No avanzó | No avanzó | No avanzó | No avanzó | No avanzó | No avanzó | No avanzó |

## Tenis de mesa
| Gastón Alto                          | Individual masculino | A Carlier G 4 - 2           | J Ramírez P 2 - 4                                 | P Theriault G 4 - 3 | No avanzó          | No avanzó                       | No avanzó                                  | No avanzó                           | No avanzó        | No avanzó | No avanzó |
| Liu Song                             | Individual masculino | A Rogriguez G 4 - 1         | Marco Navas G 4 - 0                               | H Gatica G 4 - 0    | D St Louis G 4 - 1 | A Pereira G 4 - 2               | A Mino G 4 - 1                             | M Madrid G 4 - 1                    | Medalla de oro   |           |           |
| Pablo Tabachnik                      | Individual masculino | J Campos P 3 - 4            | M Madrid} P 2 - 4                                 | J Vila G 4 - 2      | No avanzó          | No avanzó                       | No avanzó                                  | No avanzó                           | No avanzó        | No avanzó | No avanzó |
| Pablo Tabachnik Liu Song Gastón Alto | Equipo               | Chile G 3 - 0, 3 - 0, 3 - 2 | Estados Unidos G 3 - 0, 1 - 3, 2 - 3,3 - 0, 3 - 2 |                     |                    | Venezuela G 3 - 1, 3 - 2, 3 - 0 | México G 2 - 3, 3 - 1, 3 - 1, 0 - 3, 3 - 2 | Brasil P 0 - 3, 1 - 3, 3 - 1, 1 - 3 | Medalla de plata |           |           |

## Tiro

### Masculino
| Pistola de aire 10 m masculino       | Agustín Falco          | 562- 7x   | 19°  | No avanzó | No avanzó        | No avanzó | No avanzó | No avanzó | No avanzó | No avanzó |
| Pistola de aire 10 m masculino       | Matías Orozco          | 563-14x   | 18°  | No avanzó | No avanzó        | No avanzó | No avanzó | No avanzó | No avanzó | No avanzó |
| Rifle de aire 10 m masculino         | Pablo Damián Álvarez   | 586-35x   | 6°   | 586-35x   | 7°               |           |           |           |           |           |
| Rifle de aire 10 m masculino         | Marcelo Zoccali Albizu | 583-39x   | 10th | No avanzó | No avanzó        | No avanzó | No avanzó | No avanzó | No avanzó | No avanzó |
| Pistola tiro rápido 25 m masculino   | Daniel César Felizia   | 556- 7x   | 8th  | No avanzó | No avanzó        | No avanzó | No avanzó | No avanzó | No avanzó | No avanzó |
| Pistola 50 m masculino               | Néstor Juan Godoy      | 529- 9x   | 20°  | No avanzó | No avanzó        | No avanzó | No avanzó | No avanzó | No avanzó | No avanzó |
| Pistola 50 m masculino               | Maximiliano Modesti    | 533- 6x   | 16°  | No avanzó | No avanzó        | No avanzó | No avanzó | No avanzó | No avanzó | No avanzó |
| Rifle tres posiciones 50 m masculino | Pablo Damián Álvarez   | 1136- 49x | 11°  | No avanzó | No avanzó        | No avanzó | No avanzó | No avanzó | No avanzó | No avanzó |
| Rifle tres posiciones 50 m masculino | Juan Diego Angeloni    | 1125- 40x | 15°  | No avanzó | No avanzó        | No avanzó | No avanzó | No avanzó | No avanzó | No avanzó |
| Rifle tendido 50 m masculino         | Alex Misael Suligoy    | 9.833     | 2nd  | 590-42x   | Medalla de plata |           |           |           |           |           |
| Rifle tendido 50 m masculino         | Angel Rosendo Velarte  | 9.817     | 3°   | 589-32x   | 5°               |           |           |           |           |           |
| Fosa olímpica masculino              | Carlos Belletini       | 116       | 11°  | No avanzó | No avanzó        | No avanzó | No avanzó | No avanzó | No avanzó | No avanzó |
| Fosa olímpica masculino              | Fernando Borello       | 110       | 19°  | No avanzó | No avanzó        | No avanzó | No avanzó | No avanzó | No avanzó | No avanzó |
| Skeet masculino                      | Fernando Gazzotti      | 111       | 22°  | No avanzó | No avanzó        | No avanzó | No avanzó | No avanzó | No avanzó | No avanzó |
| Skeet masculino                      | Federico Gil           | 112       | 21°  | No avanzó | No avanzó        | No avanzó | No avanzó | No avanzó | No avanzó | No avanzó |

### Femenino
| Rifle de aire 10 m femenino         | María Cardellino   | 378-13x | 27th | No avanzó | No avanzó         | No avanzó | No avanzó | No avanzó |
| Rifle de aire 10 m femenino         | Amelia Fournel     | 386-21x | 15°  | No avanzó | No avanzó         | No avanzó | No avanzó | No avanzó |
| Rifle tres posiciones 50 m femenino | Amelia Fournel     | 565-15x | 10°  | No avanzó | No avanzó         | No avanzó | No avanzó | No avanzó |
| Rifle tres posiciones 50 m femenino | Elena Zeid Cecilia | 569-25x | 4°   | 656.2     | 8°                |           |           |           |
| Skeet femenino                      | Melisa Gil         | 65      | 3°   | 88        | Medalla de bronce |           |           |           |

## Tiro con arco
| Genaro Riccio                                         | Individual masculino | 1211 | 27° | Juan Carlos Stevens P 0 - 6 | No avanzó                  | No avanzó | No avanzó | No avanzó | No avanzó | No avanzó | No avanzó |           |
| Ximena Mendiberry                                     | Individual femenino  | 1242 | 18° | Nadya Ruiz P 0 - 6          | No avanzó                  | No avanzó | No avanzó | No avanzó | No avanzó | No avanzó | No avanzó |           |
| Fernanda Faisal                                       | Individual femenino  | 1207 | 25° | María Gabriela Goñi P 2 - 6 | No avanzó                  | No avanzó | No avanzó | No avanzó | No avanzó | No avanzó | No avanzó |           |
| María Gabriela Goñi                                   | Individual femenino  | 1282 | 8°  | Fernanda Faisal G 6 - 2     | Denisse van Lamoen P 4 - 6 | No avanzó | No avanzó | No avanzó | No avanzó | No avanzó | No avanzó | No avanzó |
| María Gabriela Goñi Fernanda Faisal Ximena Mendiberry | Equipo femenino      | 3731 | 6°  |                             | Venezuela P 191 - 198      | No avanzó | No avanzó | No avanzó | No avanzó | No avanzó | No avanzó | No avanzó |

## Triatlón

### Masculino
| Atletas           | Evento               | Nado (1.5 km) | Transición 1 | Bicicleta (40 km) | Transición 2 | Carrera (10 km) | Total   | Posición |
| ----------------- | -------------------- | ------------- | ------------ | ----------------- | ------------ | --------------- | ------- | -------- |
| Luciano Farías    | Individual masculino | 18:11 2°      | 0:27 30°     | 57:27 24°         | 0:15 7°      | 41:20 30°       | 1:57:42 | 26°      |
| Luciano Taccone   | Individual masculino | 19:29 30°     | 0:24 12°     | 56:45 5°          | 0:15 9°      | 35:17 14°       | 1:52:12 | 15°      |
| Gonzalo Tellechea | Individual masculino | 19:32 33°     | 0:23 2°      | 56:41 2°          | 0:15 17°     | 37:44 21°       | 1:54:37 | 21°      |

### Femenino
| Atletas                | Evento              | Nado (1.5 km) | Transición 1 | Bicicleta (40 km) | Transición 2 | Carrera (10 km) | Total      | Posición   |            |
| ---------------------- | ------------------- | ------------- | ------------ | ----------------- | ------------ | --------------- | ---------- | ---------- | ---------- |
| Ana Paula Aguirre      | Individual femenino | 28:15 25°     | No terminó   | No terminó        | No terminó   | No terminó      | No terminó | No terminó | No terminó |
| Romina Natali Biagioli | Individual femenino | 20:44 12°     | Superada     | Superada          | Superada     | Superada        | Superada   | Superada   | Superada   |
| Romina Palacio         | Individual femenino | 20:52 20°     | 0:26 9°      | 1:03:05 7°        | 0:17 9°      | 39:58 11°       | 2:04:40    | 11°        |            |

## Vela
Argentina clasificó nueve embarcaciones y un total de 16 atletas para competir en todas las modalidades de Vela.

### Masculino
| Atletas           | Evento                | Regatas | Regatas | Regatas | Regatas | Regatas | Regatas | Regatas | Regatas | Regatas | Regatas | Regatas | Puntos | Posición final   |
| Atletas           | Evento                | 1       | 2       | 3       | 4       | 5       | 6       | 7       | 8       | 9       | 10      | M       | Puntos | Posición final   |
| ----------------- | --------------------- | ------- | ------- | ------- | ------- | ------- | ------- | ------- | ------- | ------- | ------- | ------- | ------ | ---------------- |
| Mariano Reutemann | Windsurfing masculino | 1       | 2       | 2       | 3       | 1       | 2       | 2       | 3       | 1       | 3       | 4       | 21     | Medalla de plata |
| Julio Alsogaray   | Láser masculino       | 3       | 1       | 3       | 3       | 1       | 6       | 2       | 2       | 3       | 7       | 6       | 30     | Medalla de oro   |

### Femenino
| Atletas                 | Evento               | Regatas | Regatas | Regatas | Regatas | Regatas | Regatas | Regatas | Regatas | Regatas | Regatas | Regatas | Puntos totales | Posición final |
| Atletas                 | Evento               | 1       | 2       | 3       | 4       | 5       | 6       | 7       | 8       | 9       | 10      | M       | Puntos totales | Posición final |
| ----------------------- | -------------------- | ------- | ------- | ------- | ------- | ------- | ------- | ------- | ------- | ------- | ------- | ------- | -------------- | -------------- |
| Jazmín López Becker     | Windsurfing femenino | 5       | 4       | 4       | 5       | 5       | (6)     | 3       | 3       | 5       | 5       | 8       | 47             | 5°             |
| Cecilia Carranza Saroli | Láser femenino       | 2       | 3       | 1       | 1       | 1       | (5)     | 3       | 2       | 1       | 3       | 8       | 25             | Medalla de oro |

### Clase abierta
| Atletas                                                                               | Evento                                | Regatas | Regatas | Regatas | Regatas | Regatas | Regatas | Regatas | Regatas | Regatas | Regatas | Regatas | Puntos totales | Posición final    |
| Atletas                                                                               | Evento                                | 1       | 2       | 3       | 4       | 5       | 6       | 7       | 8       | 9       | 10      | M       | Puntos totales | Posición final    |
| ------------------------------------------------------------------------------------- | ------------------------------------- | ------- | ------- | ------- | ------- | ------- | ------- | ------- | ------- | ------- | ------- | ------- | -------------- | ----------------- |
| Lucas González Smith Moira González Smith                                             | Hobie Cat 16-Catamarán (mixto)        | 6       | 6       | 7       | 4       | 5       | 6       | 8       | (9)     | 5       | 6       | /       | 53             | 8°                |
| Rafael De Martis Juan Gerónimo Galván Carlos Alfredo Lacchini Francisco Van Avermaete | J24-Barco de Quilla (abierto)         | 4       | (6)     | 4       | 2       | 3       | 2       | 3       | 4       | 6       | 6       | 8       | 42             | 5°                |
| Alejandro Cloos Carlos De Mare Julián De Mare                                         | Lightning-Equipos (abierto)           | (6)     | 5       | 2       | 3       | 1       | 4       | 6       | (7)     | 5       | 6       | /       | 38             | 6th               |
| Cecilia Granucci Luis Soubié                                                          | Snipe-Doble (abierto)                 | 4       | 7       | (9)     | 9       | 5       | 2       | 9       | 2       | 6       | 2       | /       | 46             | 6°                |
| Francisco Renna                                                                       | Sunfish-Trip. Un competidor (abierto) | 5       | 3       | (12)    | 1       | 3       | 6       | 9       | 6       | 5       | 4       | 6       | 48             | Medalla de bronce |

## Voleibol

### Voleibol de salón
Argentina clasificó un equipo masculino para competir en estos juegos.

#### Masculino
Equipo
| - Nicolás Bruno - Iván Castellani - Maximiliano Cavanna - Pablo Crer - Maximiliano Gauna - Mariano Giustiniano | - Franco López - Hernán Pereyra - Gonzalo Quiroga - Sebastián Solé - Alejandro Toro - Nicolás Uriarte |

Clasificación de la fase de grupos
| Pos | Equipo    | PJ | PG | PP | SF | SC | PTS |
| --- | --------- | -- | -- | -- | -- | -- | --- |
| 1   | Cuba      | 3  | 3  | 0  | 6  | 2  | 13  |
| 2   | Argentina | 3  | 2  | 1  | 8  | 7  | 8   |
| 3   | México    | 3  | 1  | 2  | 5  | 7  | 6   |
| 4   | Venezuela | 3  | 0  | 3  | 3  | 9  | 3   |

- Clasificado a los cuartos de final

Fase de grupos
| Fecha    | Encuentro             | Resultado | Set   | Set   | Set   | Set   | Set   | Puntuación total |
| Fecha    | Encuentro             | Resultado | 1     | 2     | 3     | 4     | 5     | Puntuación total |
| -------- | --------------------- | --------- | ----- | ----- | ----- | ----- | ----- | ---------------- |
| 24-10-11 | Cuba - Argentina      | 3-2       | 25-22 | 18-25 | 24-26 | 25-18 | 15-13 | 107-104          |
| 25-10-11 | Argentina - México    | 3-2       | 25-23 | 25-23 | 25-27 | 21-25 | 15-10 | 111-108          |
| 26-10-11 | Argentina - Venezuela | 3-2       | 25-23 | 21-25 | 29-27 | 23-25 | 18-16 | 116-116          |

Cuartos de final
| Fecha    | Encuentro                  | Resultado | Set   | Set   | Set   | Set   | Set   | Puntuación total |
| Fecha    | Encuentro                  | Resultado | 1     | 2     | 3     | 4     | 5     | Puntuación total |
| -------- | -------------------------- | --------- | ----- | ----- | ----- | ----- | ----- | ---------------- |
| 27-10-11 | Argentina - Estados Unidos | 3-2       | 25-17 | 19-25 | 25-18 | 17-25 | 15-11 | 101-96           |

Semifinales
| Fecha    | Encuentro          | Resultado | Set   | Set   | Set   | Set   | Set | Puntuación total |
| Fecha    | Encuentro          | Resultado | 1     | 2     | 3     | 4     | 5   | Puntuación total |
| -------- | ------------------ | --------- | ----- | ----- | ----- | ----- | --- | ---------------- |
| 28-10-11 | Brasil - Argentina | 3-1       | 26-28 | 27-25 | 25-22 | 25-15 |     | 103-90           |

Partido por la medalla de bronce
| Fecha    | Encuentro          | Resultado | Set   | Set   | Set   | Set   | Set   | Puntuación total |
| Fecha    | Encuentro          | Resultado | 1     | 2     | 3     | 4     | 5     | Puntuación total |
| -------- | ------------------ | --------- | ----- | ----- | ----- | ----- | ----- | ---------------- |
| 29-10-11 | México - Argentina | 2-3       | 18-25 | 25-22 | 25-20 | 22-25 | 13-15 | 103-107          |

- Posición final:

### Voleibol de playa
Argentina clasificó dos equipos (uno masculino y otro femenino) para competir en estos juegos.
| Santiago Etchegaray Pablo Suárez | Torneo masculino | E Garrido A Leonardo G 21-19, 21-11      | D Brown N Gordon G 21-13, 21-18 | R Rodríguez C Underwood P 18-21, 19-21    | M Van Zwieten A Fuller G 21-20, 21-18 | I Hernández F Mussa P 21-19, 16-21, 12-15 | Por la medalla de bronce A Miramontes J Virgen G 14-21, 21-19, 15-11 | Medalla de bronce |           |           |           |
| Ana Gallay Virginia Zonta        | Torneo femenino  | H Bansley E Maloney P 21-18, 20-22, 6-15 | M Ávalos D Romero G 21-14, 21-5 | Y Santiago Y Yantin P 18-21, 21-18, 11-15 | No avanzó                             | No avanzó                                 | No avanzó                                                            | No avanzó         | No avanzó | No avanzó | No avanzó |

## Waterpolo

### Masculino
| Atleta | Evento           | Fase de grupos    | Fase de grupos      | Fase de grupos          | Semifinales                                 | Final                                     | Posición |
| Atleta | Evento           | Partido 1         | Partido 2           | Partido 3               | Semifinales                                 | Final                                     | Posición |
| Atleta | Evento           | Rival Resultado   | Rival Resultado     | Rival Resultado         | Rival Resultado                             | Rival Resultado                           | Posición |
| --- | ---------------- | ----------------- | ------------------- | ----------------------- | ------------------------------------------- | ----------------------------------------- | -------- |
| - Fernando Arregui - Brian Carabantes - Iván Carabantes - Gonzalo Echenique - Ignacio Echenique - Ramiro Gil - Emanuel López - Andrea Maroni - Hernán Mazzini - Bruno Testa - Franco Testa - Ramiro Veich - Germán Yáñez | Torneo masculino | Brasil · P 8 - 10 | Venezuela · G 8 - 7 | Estados Unidos P 7 - 15 | Reclasificación 5°-8° · Colombia · G 10 - 9 | Partido por el 5°-6° · México · G 12 - 10 | 5        |

### Femenino
| Atleta | Evento          | Fase de grupos          | Fase de grupos  | Fase de grupos       | Semifinales                                | Final                                      | Posición |
| Atleta | Evento          | Partido 1               | Partido 2       | Partido 3            | Semifinales                                | Final                                      | Posición |
| Atleta | Evento          | Rival Resultado         | Rival Resultado | Rival Resultado      | Rival Resultado                            | Rival Resultado                            | Posición |
| --- | --------------- | ----------------------- | --------------- | -------------------- | ------------------------------------------ | ------------------------------------------ | -------- |
| - Mariana Cialzeta - Carla Comba - Mariela De Virgilio - Rocío De Virgilio - Laura Font - Julieta Kruger - Lea Ledoux - María López Coton - Cora Masip - Paula Melano - Gisela Pérez - Cintia Santantino - Aldana Videberrigain | Torneo femenino | Estados Unidos P 0 - 20 | Cuba · P 5 - 6  | Puerto Rico P 6 - 12 | Reclasificación 5°-8° · México · 'P 9 - 11 | Partido por el 7°-8° · Venezuela · G 8 - 6 | 7        |